# Maison Bernadotte
Pour les articles homonymes, voir Bernadotte.
La maison Bernadotte est une famille d'origine française qui occupe depuis 1818 le trône de Suède et qui régna également sur la Norvège de 1818 à 1905.
La branche suédoise de cette famille a été fondée par le maréchal d’Empire Jean-Baptiste Bernadotte, prince de Pontecorvo (de 1806 à 1810). Il est choisi en 1810 par le Parlement suédois comme héritier du roi Charles XIII, vieux, malade et sans enfants. Charles XIII adopte Jean-Baptiste Bernadotte qui devient régent du royaume, puis à la mort de Charles XIII, il devient roi de Suède sous le nom de Charles XIV Jean en 1818.

## Origine
Gustave Chaix d'Est-Ange écrit que la famille Bernadotte est issue du village de Maucor, près de Morlaàs, en Béarn. Il ajoute que le nom primitif de cette famille était du Poey. Joandou du Poey, né à Maucor, épousa à Pau en 1615 Germaine de Bernadotte, fille de Jean de Latuor qui était propriétaire de la maison de Bernadotte située à l'entrée de Pau. Conformément à l'usage de cette province ses descendants prirent le nom de cette maison. Il écrit également : « La famille Bernadotte ou de Bernadotte occupa au XVIIe siècle et au XVIIIe siècle un rang honorable dans la bourgeoisie de Pau. »

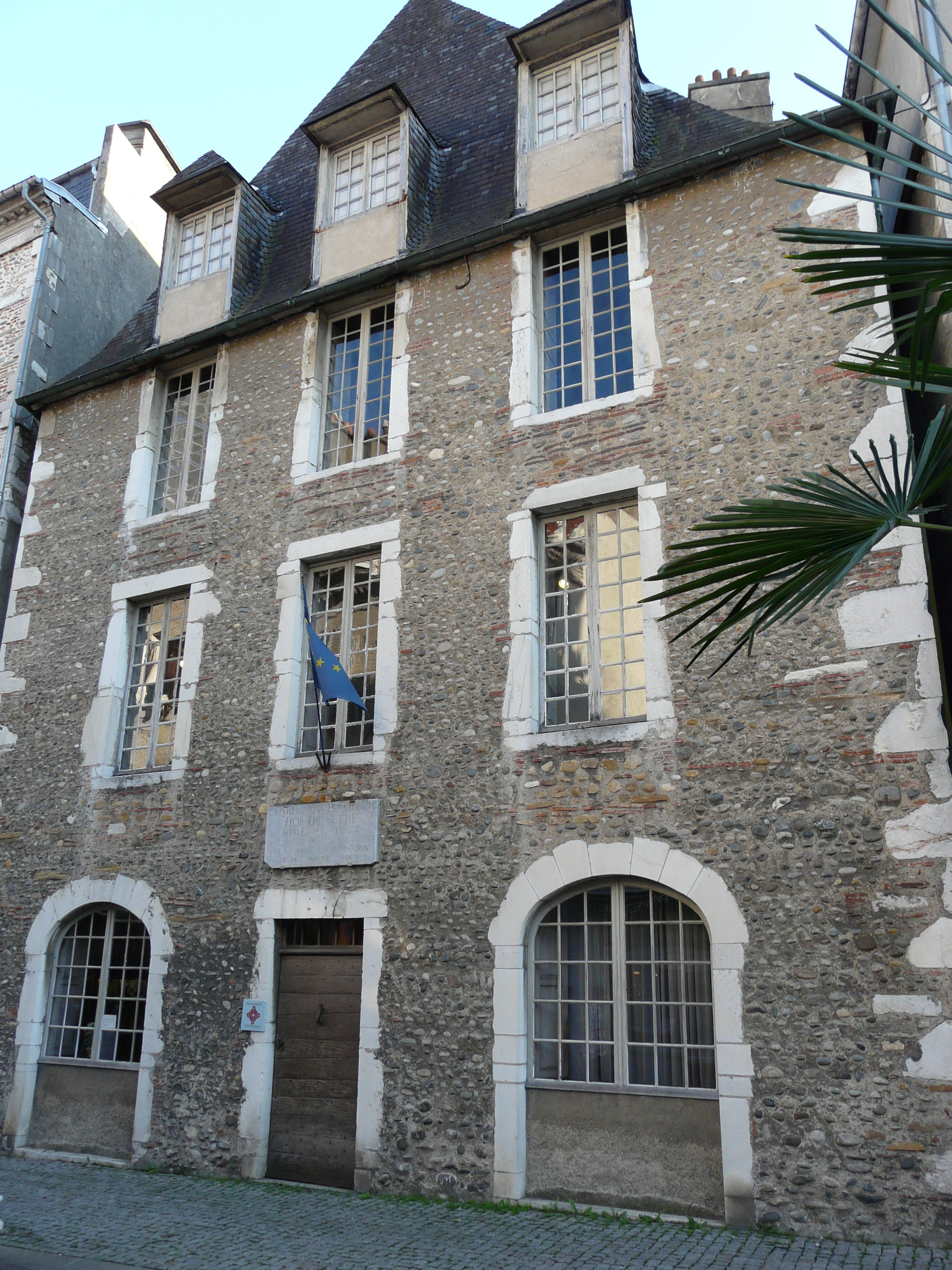
Façade de la maison natale de Bernadotte, 5 rue Bernadotte, Pau

Henri de Bernadotte (1711-1780) est procureur du sénéchal de Pau, il épouse en 1754 Jeanne de Saint-Jean (originaire de Boeil-Bezing), nièce de l'abbé laïc de Sireix. Le couple eut deux fils prénommés Jean. L’aîné est l’auteur de la branche des barons Bernadotte et le cadet est l’auteur de la branche royale de Suède.

## Généalogie simplifiée

### Branche aînée des Bernadotte, barons d'Empire
- Cette branche française, éteinte en 1966, est issue de Jean Bernadotte ou Jean-Évangéliste Bernadotte (Pau, 15 décembre 1754 - Pau, 8 août 1813[6]), frère aîné du maréchal Bernadotte, contrôleur des Eaux et Forêts, membre du collège électoral des Basses-Pyrénées, 1er baron Bernadotte et de l'Empire (décret du 4 mars 1810, lettres patentes signées à Saint-Cloud le 18 août 1810[1]), chevalier de la Légion d'honneur (14 mars 1807)[7]. Il épousa en 1787 Marie Anne Charlotte Saint-Pau (25 avril 1770 - 1858), dont :
  - Marie Françoise Bernadotte (Idron, 1er septembre 1790 - Meillon, 5 août 1825) épousa le 11 novembre 1805, à Jurançon, Jean Jacques Joseph Roux, 2e chevalier Roux et de l'Empire (Paris, 13 juillet 1785 - Pau, 23 décembre 1827), dont un fils avec alliance et sans descendance.
  - Jeanne Marie Charlotte Bernadotte (Pau, 1798 - Pau, 26 juin 1866) épousa le 28 juin 1815, à Pau, Charles Louis Amour Jadot, propriétaire rentier (22 novembre 1780 - Pau, 7 avril 1854), dont une fille avec alliance et descendance.
  - Joseph Félix Oscar, 2e baron Bernadotte (Pau, 10 novembre 1807 - Jurançon, 12 août 1883) reçut de son oncle, le roi de Suède, le château et la terre de Louvie (XIVe siècle) à Jurançon[8],[9]. Il épousa le 4 novembre 1841, à Labatut-Figuières, Pauline Gabrielle Louise Valérie de Navailles-Labatut (Béziers, 15 juillet 1823 - Les Angles, 14 février 1874) :
    - Charles Jean Oscar, 3e baron Bernadotte (Pau, 27 septembre 1842 - Pau, 5 novembre 1912) épousa en 1871 Mary Clémentine Bardoux (Paris, 21 juin 1850 - Paris, 24 août 1936) :
      - Marie Anne Charlotte Bernadotte (née à Boeil-Bezing, 17 septembre 1872) épousa en premières noces le 2 août 1892, à Nice, Alexis Pavlovitch de Schablikine (Kalouga, Russie, 17 mars 1868 - 1918), puis épousa en secondes noces le 11 septembre 1918, à Paris, Henri Jean Joseph Signard (né le 4 juin 1874)
      - Charles Jean Marius Oscar, 4e baron Bernadotte (Boeil-Bezing, 15 août 1874 - Boeil-Bezing, 11 mai 1949)
      - Charlotte Sophie Bernadotte (Boeil-Bezing, 11 juillet 1876 - Imphy, 19 avril 1954) épousa Jean Baptiste Louis François de Lostau (Lesparre, 8 mai 1872 - Imphy, 19 janvier 1955)

    - Louis Edouard Raoul Bernadotte (Pau, 14 novembre 1844 - Nice, 13 avril 1922), officier de la Légion d'honneur, épousa en 1870 Estelle Caroline Schreiber (Vercel, 30 avril 1846 - Nice, 6 novembre 1920) :
      - Louis Henry, 5e baron Bernadotte (Dijon, 1877 - Louvie-Juzon, 1966), dernier baron Bernadotte, épousa en premières noces le 4 juillet 1904 Marguerite Alexandrine Bickart (3 décembre 1884 - 1987), puis divorça et épousa en secondes noces le 15 novembre 1934, à Madrid, Louise Simone Mazard (née à Cahors, 19 avril 1907) :
        - Christiane Estelle Bernadotte (Paris, 19 avril 1905 - Pau, 10 août 1987) épousa le 10 janvier 1925, à Paris, Dr Auguste Félix Louis Joseph Bécart (Gonnehem, 5 juillet 1896 - Barcelone, 2 août 1954), dont un enfant.
        - Catherine Madeleine Bernadotte (née à Neuilly-sur-Seine, 16 mai 1911) épousa le 11 janvier 1933, à Neuilly-sur-Seine, Yves Maurice Marcel Jonquoy (né à Mondeville, 7 mars 1907), dont quatre enfants.
        - X Y Bernadotte (née en 1934 /1935)

    - Henri Agathocle Oscar Bernadotte (Jurançon, 27 juillet 1848 - Caudéran, 6 août 1926) épousa le 24 mars 1900, à Bordeaux, Marguerite Louise Hamon (Bordeaux, 3 avril 1854 - Bordeaux, 7 mai 1936) :
      - Madeleine Jeanne Bernadotte (Pau, 29 mai 1879 - 1935) épousa le 23 juillet 1902, à Bordeaux, Toussaint Théodore Melchior Pierre de Lostau (Lesparre, 14 février 1878 - 1935), dont deux fils.

    - Valérie Fernande Joséphine Bernadotte (Jurançon, 4 août 1849 - Vic-en-Bigorre, 24 mars 1926) épousa en 1882 comte Henri de Barruel (1845-1923), dont deux fils.
    - Agathocle Henri René Bernadotte (Jurançon, 4 décembre 1860 - Marseille, 4 mars 1933), chevalier de la Légion d'honneur, chef de bataillon, épousa en 1907 Clotilde Philippine Gasq (Alger, 8 décembre 1859 - Marseille, 14 avril 1927)

#### Armoiries des barons Bernadotte
| Image | Blasonnement |
| ----- | --- |
|       | Jean-Évangéliste Bernadotte (1754 † 1813), Baron Jean-Évangéliste Bernadotte et de l'Empire, frère aîné du roi Charles XIV Jean de Suède et de Norvège. Coupé : au 1er, parti d'or à une épée d'azur, en fasce, la pointe à dextre et des barons membres du collège électoral ; au 2e, d'azur à un bouclier ovale d'or posé en barre et à un sabre d'or dans son fourreau de sable, avec deux viroles et la bouterolle d'or, brochant en bande sur le bouclier. |

### Branche cadette devenue famille royale de Suède
Cette branche est issue du maréchal Jean-Baptiste Bernadotte, né en 1763, qui fut adopté par le roi de Suède en 1810.
Cet arbre généalogique prend en compte tous les descendants du premier roi Bernadotte de Suède. Ils ne sont pas tous dynastes sur le trône de Suède. Par ailleurs, les descendants en ligne féminine ne sont pas considérés comme membre de la maison Bernadotte. Les noms marqués en gras sont ceux des rois de Suède. Les noms en italique sont ceux des membres par alliance de la maison Bernadotte. Seuls les noms en gras et en italique sont dynastes ou le sont restés jusqu'à leur mort. Aujourd'hui, seuls les descendants de Charles XVI Gustave de Suède sont considérés comme dynastes. Tous les autres ont été exclus lors de la modification de loi de succession de 1981.
- Charles XIV Jean (Jean-Baptiste Bernadotte), roi de Suède et de Norvège (1763-1844) ∞ Désirée Clary (1777-1860)
  - Oscar Ier, roi de Suède et de Norvège (1799-1859) ∞ Joséphine de Leuchtenberg (1807-1876)
    - Charles XV, roi de Suède et de Norvège (1826-1872) ∞ Louise des Pays-Bas (1828-1871)
      - Lovisa de Suède (1851-1926) ∞ Frédéric VIII de Danemark (1843-1912)
        - Maison royale de Danemark
          - Maison royale de Norvège

      - Carl Oscar de Suède, duc de Södermanland (1852-1854)

    - Gustave de Suède, duc d’Uppland (1827-1852)
    - Oscar II, roi de Suède, roi de Norvège jusqu'en 1905 (1829-1907) ∞ Sophie de Nassau (1836-1913)
      - Gustave V, roi de Suède (1858-1950) ∞ Victoria de Bade (1862-1930)
        - Gustave VI Adolphe, roi de Suède (1882-1973) ∞ Margaret de Connaught (1882-1920) ∞ Louise Mountbatten (1889-1965)
          - Gustave-Adolphe de Suède (1906-1947), duc de Västerbotten (1906-1947) ∞ Sibylle de Saxe-Cobourg et Gotha (1908-1972)
            - Margaretha de Suède (1934-) ∞ John Ambler (1924-2008)
            - Birgitte de Suède (1937-2024) ∞ Jean Georges de Hohenzollern (1932-2016)
            - Désirée de Suède (1938-) ∞ Nils-August Silfverschiöld (1934-2017)
            - Christina de Suède (1943-) ∞ Tord Magnusson (1941-)
            - Charles XVI Gustave, roi de Suède (1946-) ∞ Silvia Sommerlath (1943-)
              - Victoria de Suède, duchesse de Västergötland (1977-) ∞ Daniel Westling (1973-)
                - Estelle de Suède, duchesse d'Östergötland (2012-)
                - Oscar de Suède (2016), duc de Scanie (2016-)

              - Carl Philip de Suède, duc de Värmland (1979-) ∞ Sofia Hellqvist (1984-)
                - Alexander de Suède, duc de Södermanland (2016-)
                - Gabriel de Suède, duc de Dalécarlie (2017-)
                - Julian de Suède, duc de Halland (2021-)
                - Ines de Suède, duchesse de Västerbotten (2025-)

              - Madeleine de Suède, duchesse de Hälsingland et de Gästrikland (1982-) ∞ Christopher O'Neill (1974-)
                - Leonore de Suède, duchesse de Gotland (2014-)
                - Nicolas de Suède, duc d' Ångermanland (2015-)
                - Adrienne de Suède, duchesse de Blekinge (2018-)

          - Sigvard de Suède, duc d’Uppland (1907-2002) ∞ Erica Patzek (1911-2007) ∞ Sonja Robbert (1909-2004) ∞ Gullan Marianne Lindberg (1924-2025)
            - Michael Bernadotte af Wisborg (1944-) ∞ Christine Vellhöjer (1947-)
              - une fille

          - Ingrid de Suède (1910-2000) ∞ Frédéric IX de Danemark (1899-1972)
            - Maison royale de Danemark

          - Bertil de Suède, duc de Halland (1912-1997) ∞ Lilian Davies (1915-2013)
          - Carl Johan de Suède, duc de Dalécarlie (1916-2012) ∞ Kerstin Wijmark (1910-1987) ∞ Gunilla Wachtmeister (1923-2016)
            - Monica Bernadotte af Wisborg (1948-) ∞ Johan Peder Bonde de Björnö (1950-)
            - Christian Bernadotte af Wisborg (1949-) ∞ Marianne Jenny (1958-)
              - dont postérité

        - Guillaume de Suède, duc de Södermanland (1884-1965) ∞ Marie Pavlovna de Russie (1890-1958) (1890-1958)
          - Lennart Bernadotte, duc de Smaland (1909-2004) ∞ Karin Nissvandt (1911-1991)
∞ Sonia Haunz (1944-2008)
            - Brigitte Bernadotte af Wisborg (1933-) ∞ Frédéric Othon Straehl
            - Marie-Louise Bernadotte af Wisborg (1935-1988) ∞ Rodolphe Adolphe Kautz
            - Jan Bernadotte af Wisborg (1941-2021) ∞ Gunilla Stampe (1941-) ∞ Anna Skarne (1944-) ∞ Annegret Thomssen (1938-) ∞ Maritta Berg (1953) ∞ Gabrielle Kick ∞ Christiane Grandmontagne (1944-) ∞ Gunilla Stenfors (1957-)
              - Sophia Bernadotte af Wisborg (1968-)
              - Cia Rosemarie Bernadotte af Wisborg (1972-)
              - Alexandre Bernadotte af Wisborg (1977-)
              - Stefan Bernadotte af Wisborg (1980-)

            - Cécile Bernadotte af Wisborg (1944-) ∞ Hans Jörg Baenkler
            - Bettina Bernadotte af Wisborg (1974-) ∞ Philippe Haug
            - Bjorn Bernadotte af Wisborg (1975-) ∞ Sandra Angerer
            - Catherine Bernadotte af Wisborg (1977-) ∞ Romuald Ruffing
            - Christian Bernadotte af Wisborg (1979-) ∞ Christine Stoltmann
              - dont postérité en ligne masculine

            - Diana Bernadotte af Wisborg (1982-) ∞ Bernd Grawe

        - Erik de Suède, duc de Västmanland (1889-1918)

      - Oscar de Suède, duc de Gotland (1859-1953)
        - Maria Bernadotte af Wisborg (1889-1974)
        - Carl Bernadotte af Wisborg (1890-1977)
        - Sofia Bernadotte af Wisborg (1892-1936) ∞ Carl Mårten Fleetwood
        - Elsa Bernadotte af Wisborg (1893-1996) ∞ Karl Axel Hugo Cedergren
        - Folke Bernadotte af Wisborg (1895-1948)

      - Carl de Suède, duc de Västergötland (1861-1951) ∞ Ingeborg de Danemark (1878-1958)
        - Marguerite de Suède (1899-1977) ∞ Axel de Danemark (1888-1964)
        - Märtha de Suède (1901-1954) ∞ Olav V de Norvège (1903-1991)
          - Maison royale de Norvège

        - Astrid de Suède (1905-1935) ∞ Léopold III de Belgique (1901-1983)
          - Maison royale de Belgique

        - Carl Bernadotte, duc d'Östergötland (1911-2003) ∞ Elsa von Rosen (1904-1991) ∞ Anne-Marguerite Larsson (1921-1975) ∞ Christine Rivelsrud
          - Madeleine Bernadotte (1938-) ∞ Charles-Albert, comte Ullens de Schooten-Whettnall ∞ Nicos Eletherios Kogevinas

      - Eugen de Suède, duc de Närke (1865-1947)

    - Eugénie de Suède (1830-1889)
    -  Auguste de Suède, duc de Dalécarlie (1831-1873) ∞ Thérèse de Saxe-Altenbourg (1836-1914)

#### Membres notables
- Charles XIV Jean (1763 † 1844), béarnais, maréchal d'Empire, prince de Pontecorvo, puis prince héritier de Suède (1810-1818) puis roi de Suède et de Norvège (1818-1844) ;
- Oscar Ier de Suède (1799-1859), roi de Suède et de Norvège (1844-1859) ;
- Charles XV de Suède (1826-1872), roi de Suède et de Norvège (1859-1872) ;
- Oscar II de Suède (1829-1907), roi de Suède (1872-1907) et roi de Norvège (1872-1905) ;
- Gustave V de Suède (1858-1950), roi de Suède (1907-1950) ;
- Gustave VI Adolphe de Suède (1882-1973), roi de Suède (1950-1973) ;
- Charles XVI Gustave de Suède (né en 1946), roi de Suède (depuis 1973) ;
- Folke Bernadotte (1895-1948), diplomate suédois, vice-président de la Croix-rouge suédoise et actif durant la Seconde Guerre mondiale ;
- Lennart Bernadotte (1909-2004), prince de Suède, duc de Småland et comte de Wisborg ;
- Sigvard Bernadotte (1907-2002), également connu pour ses activités de designer.

#### Galerie de portraits

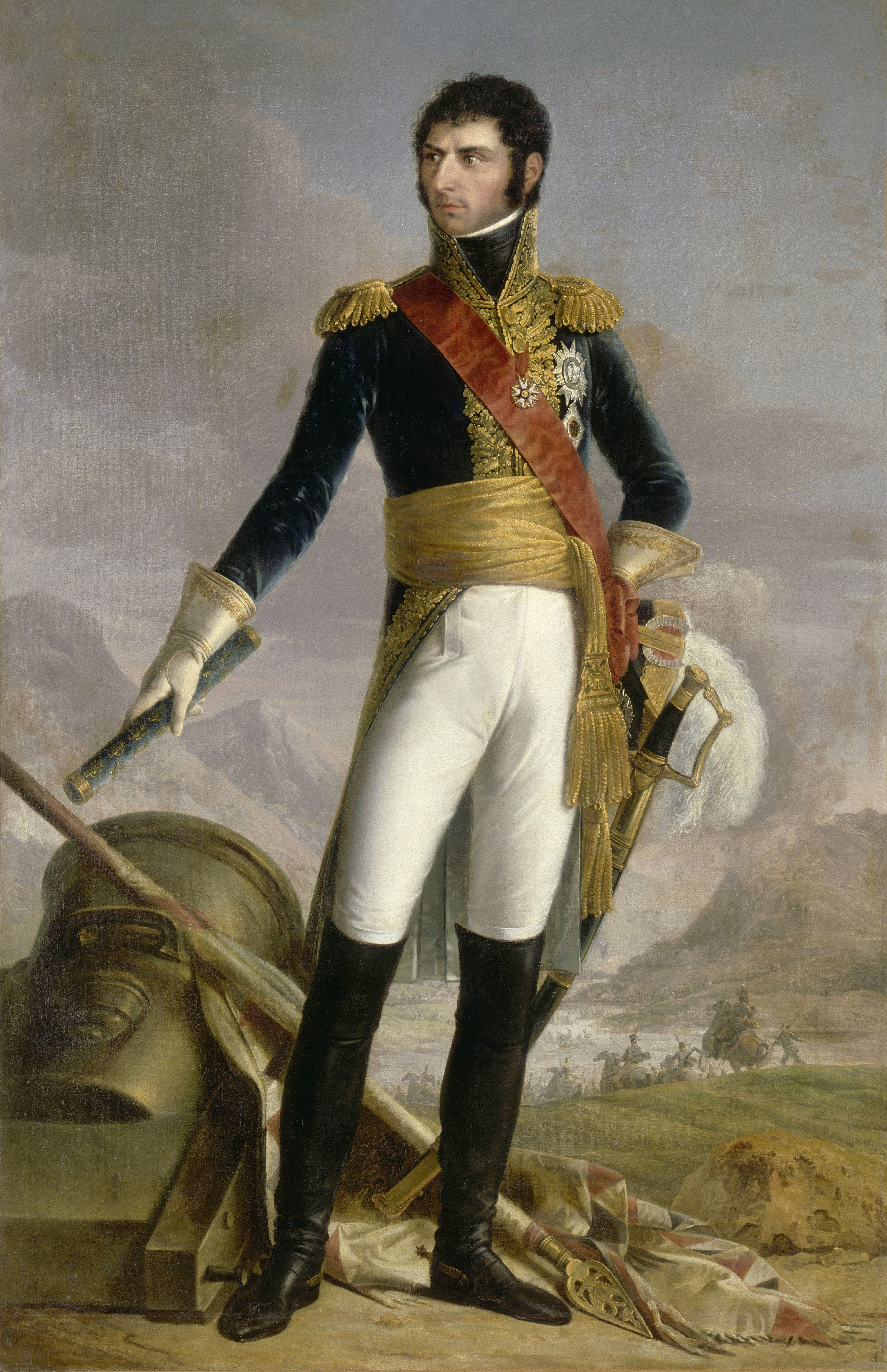
Charles XIV Jean (1763-1844) comme maréchal Bernadotte de France.
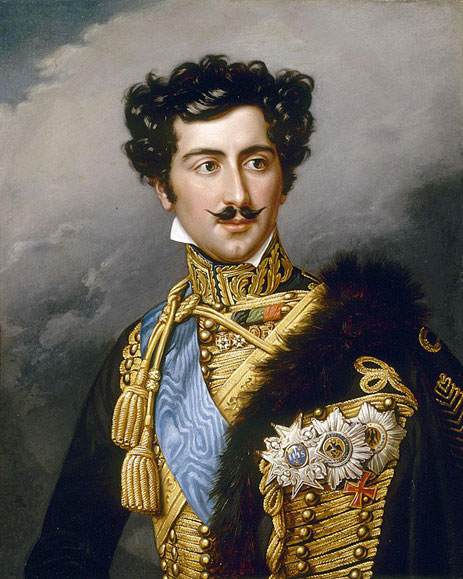
Oscar Ier de Suède et de Norvège (1799-1859).
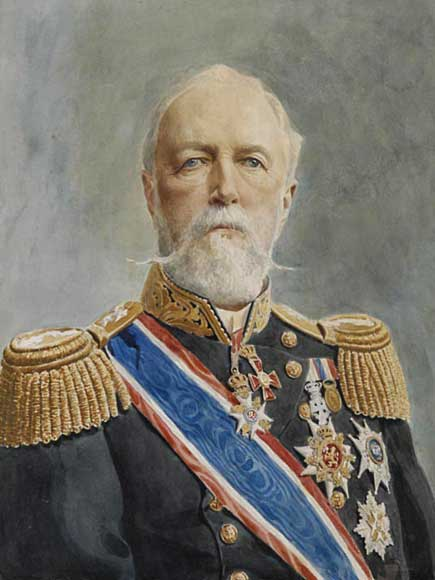
Oscar II de Suède et de Norvège (1829-1907) dans l'uniforme d'un général de l'armée norvégienne à l'ordre du lion de la Norvège.
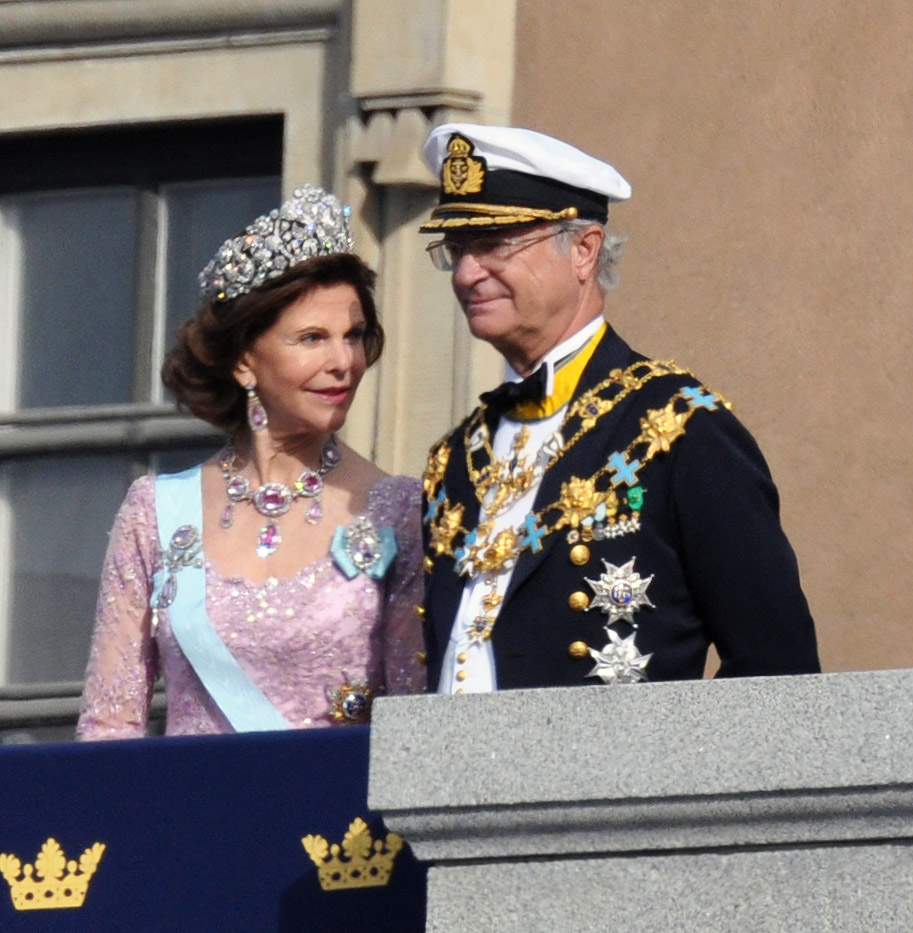
Charles XVI Gustave de Suède et la reine Silvia en 2010.
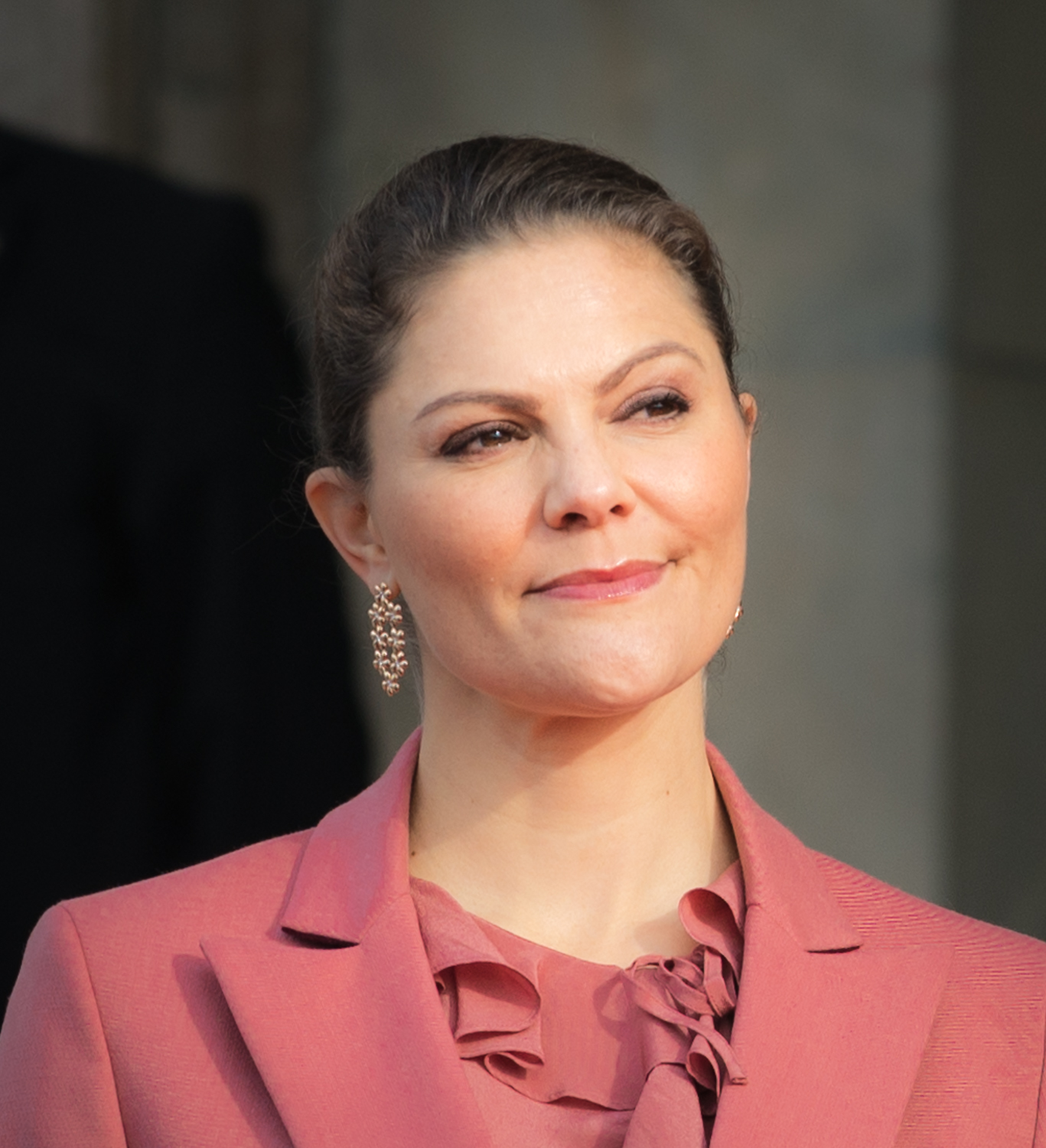
Princesse Victoria de Suède en 2018.

#### Armoiries à partir de 1806
Le 5 juin 1806, le maréchal d’Empire Jean-Baptiste Bernadotte reçoit de Napoléon Ier le titre de prince de Pontecorvo (Pontecorvo est une enclave des États pontificaux dans le royaume de Naples). Il prend alors comme armes :

« D’azur, au pont à trois arches d’argent, sur une rivière de même, ombrée d’azur, et supportant deux tours du second ; au chef des princes souverains d’Empire. »

Adopté par le roi Charles XIII de Suède, il devient prince héritier de Suède, le 21 août 1810, et place alors ses armoiries sur un blason coupé de Suède ancien et de Suède moderne. À la suite de l'union personnelle de la Suède et de la Norvège, Bernadotte devient prince héritier de Norvège, le 14 janvier 1814, sont ajoutées sur ses propres armes les armories de la Norvège.
Bernadotte devenant le 5 février 1818 roi des royaumes unis de Suède et de Norvège sous le nom de Charles XIV Jean, en Suède, et Charles III Jean, en Norvège, il ajoute les armes de la maison Vasa à ses armes de prince de Pontecorvo qui deviennent :

« Tiercé en bande d’azur, d’argent et de gueules à la gerbe d’or brochant [de Vasa] et d’azur, au pont à trois arches d’argent, sur une rivière de même, ombrée d’azur et supportant deux tours du second [de Pontecorvo], le tout surmonté d’une aigle (Aigle de Jupiter) contournée d’or au vol abaissé, empiétant d’un foudre du même [de Bernadotte]. »

En 1826, à la suite de la naissance de son petit-fils le prince Charles de Suède et de Norvège, le roi Charles XIV Jean le titre duc de Scanie, il prend alors pour armes :

« Écartelé en sautoir d'or, qui est la croix de Saint-Éric, cantonnée en I, d’azur à trois couronne d’or [de Suède moderne], en II de gueules au lion d’or, couronné du même armé et lampassé de gueules tenant une hache d’armes d’argent emmanchée d’or [de Norvège], en III d’azur à trois barres ondées d’argent, au lion d’or couronné du même, armée et lampassé de gueules [de Suède ancien], au IV d’argent à la tête de griffon de gueules couronnée d’or [brisé de Scanie] sur le tout parti tranché d’azur et de gueules à la banche d’argent et à la gerbe d’or brochant sur le tout [de Vasa] et d’azur, à un pont de trois arches sommé de deux tours crénelées et posé sur une champagne ondée, le tout d’argent [de Pontecorvo], au corbeau de sable, empiétant d’un foudre d’or surmonté d’un chef cousu d’azur semé d’étoiles d’or [de Bernadotte]. »

La nouveauté pour ces armes, l’aigle napoléonien sur un foudre d’or a laissé sa place à un corbeau de sable et celui-ci est surmonté d’un chef cousu d’azur semé d’étoiles d’or faisant référence au titre de maréchal d'Empire.

Blason de la ville de Pontecorvo.
Blason de Jean-Baptise Bernadotte, prince de Pontecorvo (en 1806).
Blason du roi Charles XIV (et III) Jean (à partir de 1818).
Blason donné par le roi Charles XIV Jean aux princes de Suède (de 1826 à 1844).

À la mort de son père en 1844, le prince Oscar accède au trône sous le nom d'Oscar Ier de Suède et de Norvège, une des premières mesures qu'il prend en matière d'héraldique est le remplacement du semé d'étoiles d'or par une constellation de sept étoiles d'or (spécifiquement, la Grande Ourse). Puis il règle définitivement la conception des armoiries du Royaume uni de Suède et de Norvège, ce qui engendre une nouvelle conception des armes du roi et de la reine, mais aussi des princes et princesses du royaume.

Blason des Bernadotte de 1844 à 1885.
Blason du Royaume uni de Suède et de Norvège
Blason Princes héritiers de 1844 1905.
Blason des princes suédo-norvégiens de 1844 à 1905.

En 1885, le roi Oscar II de Suède fait remplacer le corbeau de sable par une aigle napoléonienne (Aigle de Jupiter) de sable, becquée et membrée d'or.
En 1908, le roi Gustave V de Suède redonne la couleur or à l'aigle napoléonienne.

Blason des Bernadotte de 1885 à 1907.
Blason des Bernadotte depuis 1908.

#### Armoiries des rois et reines de Suède depuis 1818
| Image | Blasonnement |
| ----- | --- |
|       | Jean-Baptiste Bernadotte (1763 † 1844), maréchal de l'Empire (1804), prince de Pontecorvo (5 juin 1806), Grand aigle de la Légion d'honneur (2 février 1805), grand dignitaire de l’Ordre de la Couronne de fer, des ordres de l'Aigle noir et de l'Aigle rouge de Prusse (1805), de Saint-Henri de Saxe, de l'Éléphant du Danemark (10 octobre 1808), 1806, d'azur, au pont à trois arches d'argent, sur une rivière de même, ombrée d'azur, et supportant deux tours du second ; au chef des Princes souverains d'Empire,. |
|       | Le même, devenu Karl Johan (1763 † 1844), Prince héritier de Suède (21 août 1810). 1810, parti qui est d'azur à trois couronne d'or (de Suède moderne) et d'azur à trois barres ondées d'argent au lion d'or couronné du même brochant sur les barres (de Suède ancien) sur le tout sur-le-tout de Pontecorvo (d'azur, au pont à trois arches d'argent, sur une rivière de même, ombrée d'azur, et supportant deux tours du second ; au chef d'azur à l'aigle contournée d'or au vol abaissé, empiétant d'un foudre du même (de Bernadotte)),. |
|       | Le même, Prince héritier de Suède et de Norvège (14 janvier 1814 - 5 février 1818). 1814, au pairle patté d'or, qui est la Croix de Saint-Eric, cantonné en chef d'azur, à trois couronnes d'or (de Suède moderne), à dextre de gueules, au lion couronné d'or, tenant dans ses pattes une hache danoise d'argent, emmanchée du second (de Norvège ancien) et à senestre d'azur, à trois barres ondées d'argent, au lion couronné d'or, brochant sur le tout (de Suède ancien), sur-le-tout de Pontecorvo (d'azur, au pont à trois arches d'argent, sur une rivière de même, ombrée d'azur, et supportant deux tours du second ; au chef d'azur à l'aigle contournée d'or au vol abaissé, empiétant d'un foudre du même (de Bernadotte)). |
|       | Le même, devenu Charles XIV Jean de Suède, roi de Suède et de Norvège (5 février 1818 - 8 mars 1844). 1818, au pairle patté d'or, qui est la Croix de Saint-Eric, cantonné en chef d'azur, à trois couronnes d'or (de Suède moderne), à dextre de gueules, au lion couronné d'or, tenant dans ses pattes une hache danoise d'argent, emmanchée du second (de Norvège ancien) et à senestre d'azur, à trois barres ondées d'argent, au lion couronné d'or, brochant sur le tout (de Suède ancien), sur-le-tout parti de Vasa (tiercé en bande d'azur, d'argent et de gueules à la gerbe d'or brochant) et de Pontecorvo (d'azur, au pont à trois arches d'argent, sur une rivière de même, ombrée d'azur, et supportant deux tours du second ; au chef d'azur à l'aigle contournée d'or au vol abaissé, empiétant d'un foudre du même (de Bernadotte))., - Armoiries de Karl XIV Johan utilisées en Suède - Armoiries de Karl III Johan utilisées en Norvège |
|       | Désirée Clary (1777 † 1860), princesse de Pontecorvo (5 juin 1806 - 21 août 1810), princesse héritière consort de Suède (21 août 1810 - 5 février 1818) et princesse héritière consort de Norvège (14 janvier 1814 - 5 février 1818). 1806, d'azur, au pont à trois arches d'argent, sur une rivière de même, ombrée d'azur, et supportant deux tours du second ; au chef des Princes souverains d'Empire. 1810, parti qui est d'azur à trois couronne d'or (de Suède moderne) et d'azur à trois barres ondées d'argent au lion d'or couronné du même brochant sur les barres (de Suède ancien). |
|       | La même, devenue la reine Désideria (1777 † 1860) reine de Suède et reine de Norvège (5 février 1818 - 8 mars 1844). 1818, au pairle patté d'or, qui est la Croix de Saint-Eric, cantonné en chef d'azur, à trois couronnes d'or (de Suède moderne), à dextre de gueules, au lion couronné d'or, tenant dans ses pattes une hache danoise d'argent, emmanchée du second (de Norvège ancien) et à senestre d'azur, à trois barres ondées d'argent, au lion couronné d'or, brochant sur le tout (de Suède ancien), sur-le-tout d'or à l'aigle éployée de sable, membrée, becquée et liée de gueules, au chef d'azur chargé d'un soleil d'or.(Famille Clary),. - Armoiries de la Reine Désirée utilisées en Suède - Armories de la Reine Désirée utilisées en Norvège |
|       | Joseph François Oscar Bernadotte (1799 † 1859), duc de Södermanland (26 septembre 1810), duc de Galliera (19 juin 1823) - 1837), prince héritier de Suède (5 février 1818 - 8 mars 1844) et prince héritier de Norvège (5 février 1818 - 8 mars 1844), vice-roi de Norvège en 1824 et 1833. 1810, tiercé au pairle patté d'or renversé, qui est la croix de Saint-Eric, à dextre d'azur, à trois couronnes d'or (de Suède moderne) à senestre d'azur à trois barres ondées d'argent, au lion couronné d'or, brochant sur le tout (de Suède ancien); en pointe d'or à un griffon de sable, armé et lampassé de gueules qui est de Södermanland, sur-le-tout sur-le-tout de Pontecorvo (d'azur, au pont à trois arches d'argent, sur une rivière de même, ombrée d'azur, et supportant deux tours du second ; au chef d'azur à l'aigle contournée d'or au vol abaissé, empiétant d'un foudre du même (de Bernadotte)). 1818-1826, écartelé au sautoir d'or, qui est la Croix de Saint-Eric, cantonné en chef d'azur, à trois couronnes d'or (de Suède moderne), à dextre de gueules, au lion couronné d'or, tenant dans ses pattes une hache danoise d'argent, emmanchée du second (de Norvège ancien) et à senestre d'azur, à trois barres ondées d'argent, au lion couronné d'or brochant sur le tout (de Suède ancien), en pointe d'or à un griffon de sable, armé et lampassé de gueules qui est de Södermanland, sur-le-tout parti de Vasa (tiercé en bande d'azur, d'argent et de gueules à la gerbe d'or brochant) et de Pontecorvo (d'azur, au pont à trois arches d'argent, sur une rivière de même, ombrée d'azur, et supportant deux tours du second ; au chef d'azur à l'aigle contournée d'or au vol abaissé, empiétant d'un foudre du même (de Bernadotte)). 1826-1844, écartelé au sautoir d'or, qui est la Croix de Saint-Eric, cantonné en chef d'azur, à trois couronnes d'or (de Suède moderne), à dextre de gueules, au lion couronné d'or, tenant dans ses pattes une hache danoise d'argent, emmanchée du second (de Norvège ancien) et à senestre d'azur, à trois barres ondées d'argent, au lion couronné d'or brochant sur le tout (de Suède ancien), en pointe d'or à un griffon de sable, armé et lampassé de gueules qui est de Södermanland, sur-le-tout parti de Vasa (tiercé en bande d'azur, d'argent et de gueules à la gerbe d'or brochant) et de Pontecorvo (d'azur, au pont à trois arches d'argent, sur une rivière de même, ombrée d'azur, et supportant deux tours du second ; au corbeau de sable, empiétant d'un foudre d'or surmonté d'un chef cousu d'azur semé d'étoiles d'or (de Bernadotte)). |
|       | Le même, devenu Oscar Ier de Suède, roi de Suède et de Norvège (8 mars 1844 - 8 juillet 1859). Parti, en 1 coupé d'or, cantonné en chef d'azur, à trois couronnes d'or (de Suède moderne) et d'azur, à trois barres ondées d'argent, au lion couronné d'or, brochant sur le tout (de Suède ancien), en 2 de gueules, au lion couronné d'or, tenant dans ses pattes une hache danoise d'argent, emmanchée du second (de Norvège ancien) à la demi-croix de Saint-Eric, sur-le-tout parti de Vasa (tiercé en bande d'azur, d'argent et de gueules à la gerbe d'or brochant) et de Pontecorvo (d'azur, au pont à trois arches d'argent, sur une rivière de même, ombrée d'azur, et supportant deux tours du second ; le tout surmonté d'un corbeau de sable empiétant un foudre d'or accompagné en chef de sept étoiles d'or aussi rangées en forme de la constellation de la Grande Ourse (de Bernadotte)). Cependant, on trouve une version erronée des armoiries du roi Oscar Ier dans l'église de Riddarholmen à Stockholm où sont exposées les armes des chevaliers de l'ordre des Séraphins (Kungliga Serafimerorden) : Parti, en 1 coupé d'or, cantonné en chef d'azur, à trois couronnes d'or (de Suède moderne) et d'azur, à trois barres ondées d'argent, au lion couronné d'or, brochant sur le tout (de Suède ancien), en 2 de gueules, au lion couronné d'or, tenant dans ses pattes une hache danoise d'argent, emmanchée du second (de Norvège ancien) à la demi-croix de Saint-Eric, sur-le-tout parti de Vasa (tiercé en bande d'azur, d'argent et de gueules à la gerbe d'or brochant) et de Pontecorvo (d'azur, au pont à trois arches d'argent, sur une rivière de même, ombrée d'azur, et supportant deux tours du second, le tout surmonté d'une aigle contournée d'or au vol abaissé, empiétant d'un foudre du même (de Bernadotte)). - Armoiries d'Oscar 1er utilisées en Suède - Armories d'Oscar 1er utilisées en Norvège |
|       | Joséphine de Leuchtenberg (1807 † 1876), princesse de Bologne (1807 - 1814), duchesse de Galliera (1812 - 1837), princesse de Leuchtenberg (1817 - 1859), duchesse de Södermanland et princesse héritière consort de Suède et de Norvège (19 juin 1823 - 8 mars 1844). 1817 - 1823, Ecartelé : I, (de Leuchtenberg) ; II, de gueules au mur d'argent flanqué de deux tours, le tout maçonné et ouvert d'argent posé sur une terrasse de sinople, deux arbres de sinople issants des tours (d'Eichstätt) ; III de sinople, à l'épée haute d'argent, garnie d'or, accompagnée de 7 étoiles du même ; IV, d'argent à la fasce de sable accompagnée en chef de trois merlettes du second (de Beauharnais). 1823 - 1826, écartelé au sautoir d'or, cantonné en chef d'azur, à trois couronnes d'or (de Suède moderne), à dextre de gueules, au lion couronné d'or, tenant dans ses pattes une hache danoise d'argent, emmanchée du second (de Norvège ancien) et à senestre d'azur, à trois barres ondées d'argent, au lion couronné d'or brochant sur le tout (de Suède ancien), en pointe d'or à un griffon de sable, armé et lampassé de gueules qui est de Södermanland, sur-le-tout écartelé : 1, de Leuchtenberg; 2, d'Eichstadt; 3, de sinople, à l'épée haute d'argent, garnie d'or, accompagnée de 7 étoiles du même; 4, de Beauharnais. 1826 - 1844, écartelé au sautoir d'or, cantonné en chef d'azur, à trois couronnes d'or (de Suède moderne), à dextre de gueules, au lion couronné d'or, tenant dans ses pattes une hache danoise d'argent, emmanchée du second (de Norvège ancien) et à senestre d'azur, à trois barres ondées d'argent, au lion couronné d'or brochant sur le tout (de Suède ancien), en pointe d'or à un griffon de sable, armé et lampassé de gueules qui est de Södermanland, sur-le-tout écartelé : 1 et 4 de Beauharnais; 2, d'Eichstadt; 3, de sinople, à l'épée haute d'argent, garnie d'or, accompagnée de 7 étoiles d'argent; sur-le-tout, d'azur, à la couronne royale d'or. |
|       | La même, devenue la reine Joséphine (1807 † 1876), reine de Suède et reine de Norvège (8 mars 1844 - 8 juillet 1859). 1844, parti, en 1 coupé d'or, cantonné en chef d'azur, à trois couronnes d'or (de Suède moderne) et d'azur, à trois barres ondées d'argent, au lion couronné d'or, brochant sur le tout (de Suède ancien), en 2 de gueules, au lion couronné d'or, tenant dans ses pattes une hache danoise d'argent, emmanchée du second (de Norvège ancien) à la demi-croix de Saint-Eric, sur-le-tout écartelé : 1, de Leuchtenberg; 2, d'Eichstadt; 3, de sinople, à l'épée haute d'argent, garnie d'or, accompagnée de 7 étoiles du même; 4, de Beauharnais; sur-le-tout, d'azur, à la couronne royale d'or. |
|       | Carl Ludvig Eugen Bernadotte (1826 - † 1872), duc de Scanie (3 mai 1826), prince héritier de Suède et de Norvège (8 mars 1844 - 8 juillet 1859), vice-roi de Norvège en 1856. 1826, écartelé au sautoir d'or, qui est la Croix de Saint-Eric, cantonnée en I, d'azur à trois couronne d'or (Suède moderne), en II de gueules au lion d'or, couronné du même armé et lampassé de gueules tenant une hache d'armes d'argent emmanchée d'or (Norvège), en III d'azur à trois barres ondées d'argent, au lion d'or couronné du même, armée et lampassé de gueules (Folkungar), au IV d'argent à la tête de griffon de gueules couronnée d'or (brisé de Scanie) sur le tout parti de Vasa (tiercé en bande d'azur, d'argent et de gueules à la gerbe d'or brochant) et de Pontecorvo (d'azur, au pont à trois arches d'argent, sur une rivière de même, ombrée d'azur, et supportant deux tours du second ; le tout surmonté d'un corbeau de sable empiétant un foudre d'or surmonté d'un chef cousu d'azur semé d'étoiles d'or (de Bernadotte)). Après 1844, parti, en 1 coupé d'or, cantonné en chef d'azur, à trois couronnes d'or (de Suède moderne) et d'azur, à trois barres ondées d'argent, au lion couronné d'or, brochant sur le tout (de Suède ancien), en 2 de gueules, au lion couronné d'or, tenant dans ses pattes une hache danoise d'argent, emmanchée du second (de Norvège ancien) à la demi-croix de Saint-Eric, en pointe d'or à la tête de griffon de gueules couronnée d'or (Scanie) sur-le-tout de Vasa (tiercé en bande d'azur, d'argent et de gueules à la gerbe d'or brochant) et de Pontecorvo (d'azur, au pont à trois arches d'argent, sur une rivière de même, ombrée d'azur, et supportant deux tours du second ; le tout surmonté d'un corbeau de sable empiétant un foudre d'or accompagné en chef de sept étoiles d'or aussi rangées en forme de la constellation de la Grande Ourse (de Bernadotte)). |
|       | Le même, devenu Charles XV de Suède, roi de Suède et de Norvège (8 juillet 1859 - 18 septembre 1872). 1859, parti, en 1 coupé d'or, cantonné en chef d'azur, à trois couronnes d'or (de Suède moderne) et d'azur, à trois barres ondées d'argent, au lion couronné d'or, brochant sur le tout (de Suède ancien), en 2 de gueules, au lion couronné d'or, tenant dans ses pattes une hache danoise d'argent, emmanchée du second (de Norvège ancien) à la demi-croix de Saint-Eric, parti de Vasa (tiercé en bande d'azur, d'argent et de gueules à la gerbe d'or brochant(et de Pontecorvo (d'azur, au pont à trois arches d'argent, sur une rivière de même, ombrée d'azur, et supportant deux tours du second ; le tout surmonté d'un corbeau de sable empiétant un foudre d'or accompagné en chef de sept étoiles d'or aussi rangées en forme de la constellation de la Grande Ourse (de Bernadotte)). Cependant, on trouve une version erronée des armoiries du roi Charles XV dans l'église de Riddarholmen à Stockholm où sont exposées les armes des chevaliers de l'ordre des Séraphins (Kungliga Serafimerorden) : Parti, en 1 coupé d'or, cantonné en chef d'azur, à trois couronnes d'or (de Suède moderne) et d'azur, à trois barres ondées d'argent, au lion couronné d'or, brochant sur le tout (de Suède ancien), en 2 de gueules, au lion couronné d'or, tenant dans ses pattes une hache danoise d'argent, emmanchée du second (de Norvège ancien) à la demi-croix de Saint-Eric, sur-le-tout parti de Vasa (tiercé en bande d'azur, d'argent et de gueules à la gerbe d'or brochant) et de Pontecorvo (d'azur, au pont à trois arches d'argent, sur une rivière de même, ombrée d'azur, et supportant deux tours du second, le tout surmonté d'une aigle contournée d'or au vol abaissé, empiétant d'un foudre du même (de Bernadotte)). - Armoiries de Charles XV utilisées en Suède - Armories de Charles XV utilisées en Norvège |
|       | Louise des Pays-Bas (1828† 1871), princesse des Pays-Bas, duchesse de Scanie, princesse héritière consort de Suède et de Norvège (19 juin 1850 - 8 juillet 1859). 1828, D'azur, semé de billettes, au lion coiffé d'une couronne fermée, le tout d'or, armé et lampassé de gueules, tenant dans sa patte dextre un faisceau de sept flèches d'argent, pointées et empennées d'or, et dans sa patte sénestre, une épée d'argent, garnie d'or, brochant sur le tout4 le tout brisé d'un lambel de cinq pendants de gueules au centre un meuble héraldique qui n'a jamais été déterminé. 1850, parti en 1 d'or à la tête de griffon de gueules couronnée d'or (Scanie) et en 2 d'azur, semé de billettes, au lion coiffé d'une couronne fermée, le tout d'or, armé et lampassé de gueules, tenant dans sa patte senestre un faisceau de sept flèches d'argent, pointées et empennées d'or, et dans sa patte dextre, une épée d'argent, garnie d'or, brochant sur le tout. |
|       | La même, devenue la reine Louise (1828 † 1871), reine de Suède et reine de Norvège (8 juillet 1859 - 30 mars 1871). 1859, parti, en 1 coupé d'or, cantonné en chef d'azur, à trois couronnes d'or (de Suède moderne) et d'azur, à trois barres ondées d'argent, au lion couronné d'or, brochant sur le tout (de Suède ancien), en 2 de gueules, au lion couronné d'or, tenant dans ses pattes une hache danoise d'argent, emmanchée du second (de Norvège ancien) à la demi-croix de Saint-Eric, sur-le-tout d'azur, semé de billettes, au lion coiffé d'une couronne fermée, le tout d'or, armé et lampassé de gueules, tenant dans sa patte senestre un faisceau de sept flèches d'argent, pointées et empennées d'or, et dans sa patte dextre, une épée d'argent, garnie d'or, brochant sur le tout. |
|       | Oscar Fredrik Bernadotte (1829 - † 1907), duc de Östergötland (21 janvier 1829), Prince héritier présomptif de Suède et de Norvège (8 juillet 1859) - 18 septembre 1872). 1829, écartelé au sautoir d'or, qui est la Croix de Saint-Eric, cantonné en chef d'azur, à trois couronnes d'or (de Suède moderne), à dextre de gueules, au lion couronné d'or, tenant dans ses pattes une hache danoise d'argent, emmanchée du second (de Norvège ancien) et à senestre d'azur, à trois barres ondées d'argent, au lion couronné d'or, brochant sur le tout (de Suède ancien), en pointe, de gueules, au griffon d'or, becqué, langué et armé d'azur, accompagné de quatre roses d'argent (Östergötland) sur-le-tout parti de Vasa (tiercé en bande d'azur, d'argent et de gueules à la gerbe d'or brochant(et de Pontecorvo (d'azur, au pont à trois arches d'argent, sur une rivière de même, ombrée d'azur, et supportant deux tours du second ; accompagné d'un corbeau de sable, empiétant d'un foudre d'or surmonté d'un chef cousu d'azur semé d'étoiles d'or (de Bernadotte)). Après 1844, Parti, en 1 coupé d'or, cantonné en chef d'azur, à trois couronnes d'or (de Suède moderne) et d'azur, à trois barres ondées d'argent, au lion couronné d'or, brochant sur le tout (de Suède ancien), en 2 de gueules, au lion couronné d'or, tenant dans ses pattes une hache danoise d'argent, emmanchée du second (de Norvège ancien) à la demi-croix de Saint-Eric, en pointe, de gueules, au griffon d'or, becqué, langué et armé d'azur, accompagné de quatre roses d'argent (Östergötland) sur-le-tout parti de Vasa (tiercé en bande d'azur, d'argent et de gueules à la gerbe d'or brochant) et de Pontecorvo (d'azur, au pont à trois arches d'argent, sur une rivière de même, ombrée d'azur, et supportant deux tours du second ; le tout surmonté d'un corbeau de sable empiétant un foudre d'or accompagné en chef de sept étoiles d'or aussi rangées en forme de la constellation de la Grande Ourse (de Bernadotte)). |
|       | Le même, devenu Oscar II de Suède, roi de Suède (18 septembre 1872 - 8 décembre 1907) et de Norvège (18 septembre 1872 - 7 juin 1905). 1872, parti, en 1 coupé d'or, cantonné en chef d'azur, à trois couronnes d'or (de Suède moderne) et d'azur, à trois barres ondées d'argent, au lion couronné d'or, brochant sur le tout (de Suède ancien), en 2 de gueules, au lion couronné d'or, tenant dans ses pattes une hache danoise d'argent, emmanchée du second (de Norvège ancien) à la demi-croix de Saint-Eric, sur le tout parti de Vasa (tiercé en bande d'azur, d'argent et de gueules à la gerbe d'or brochant) et de Pontecorvo (d'azur, au pont à trois arches d'argent, sur une rivière de même, ombrée d'azur, et supportant deux tours du second ; le tout surmonté d'un corbeau de sable empiétant un foudre d'or accompagné en chef de sept étoiles d'or aussi rangées en forme de la constellation de la Grande Ourse (de Bernadotte)). 1885, parti, en 1 coupé d'or, cantonné en chef d'azur, à trois couronnes d'or (de Suède moderne) et d'azur, à trois barres ondées d'argent, au lion couronné d'or, brochant sur le tout (de Suède ancien), en 2 de gueules, au lion couronné d'or, tenant dans ses pattes une hache danoise d'argent, emmanchée du second (de Norvège ancien) à la demi-croix de Saint-Eric, sur le tout parti de Vasa (tiercé en bande d'azur, d'argent et de gueules à la gerbe d'or brochant) et de Pontecorvo (d'azur, au pont à trois arches d'argent, sur une rivière de même, ombrée d'azur, et supportant deux tours du second ; le tout surmonté d'une aigle de sable empiétant un foudre d'or accompagnée en chef de sept étoiles d'or aussi rangées en forme de la constellation de la Grande Ourse (de Bernadotte)). 7 juin 1905, rupture de l'union personnelle entre la Suède et la Norvège, le Roi Oscar II reprend les armoiries de Suède : 1905, écartelé : à la croix pattée d'or, qui est la Croix de Saint-Eric, cantonnée en 1 et 4, d'azur à trois couronnes d'or posées 2 et 1 (qui est de Suède moderne), en 2 et 3, d'azur, à trois barres ondées d'argent, au lion couronné d'or armé et lampassé de gueules, brochant sur le tout (qui est de Suède ancien), sur-le-tout parti de Vasa (tiercé en bande d'azur, d'argent et de gueules à la gerbe d'or brochant) et de Pontecorvo (d'azur, au pont à trois arches d'argent, sur une rivière de même, ombrée d'azur, et supportant deux tours du second ; le tout surmonté d'une aigle contournée de sable au vol abaissé, becquée et membrée d'or empiétant un foudre de même accompagné en chef de sept étoiles d'or aussi rangées en forme de la constellation de la Grande Ourse (de Bernadotte)). - Serafimersköld du Roi Oscar II dans l'église de Riddarholmen à Stockholm jusqu'en 1905 - Serafimersköld du Roi Oscar II dans l'église de Riddarholmen à Stockholm à partir de 1905 - Armoiries du Roi Oscar II en Norvège |
|       | Sophie de Nassau (1836 - † 1913), Princesse de Nassau (1836), duchesse d'Östergötland (6 juin 1857) et Princesse héritière consort de Suède et de Norvège (8 juillet 1859 - 18 septembre 1872). 1857, accolé de Suède-Norvège et de Nassau, qui est : pairle patté d'or, qui est la Croix de Saint-Eric, cantonné en chef d'azur, à trois couronnes d'or (de Suède moderne), à dextre de gueules, au lion couronné d'or, tenant dans ses pattes une hache danoise d'argent, emmanchée du second (de Norvège ancien) et à senestre d'azur, à trois barres ondées d'argent, au lion couronné d'or, brochant sur le tout (de Suède ancien), en pointe, de gueules, au griffon d'or, becqué, langué et armé d'azur, accompagné de quatre roses d'argent (Östergötland) sur le tout parti de Vasa (tiercé en bande d'azur, d'argent et de gueules à la gerbe d'or brochant) et de Pontecorvo (d'azur, au pont à trois arches d'argent, sur une rivière de même, ombrée d'azur, et supportant deux tours du second ; le tout surmonté d'un corbeau de sable empiétant un foudre d'or accompagné en chef de sept étoiles d'or aussi rangées en forme de la constellation de la Grande Ourse (de Bernadotte)) et de d'azur, semé de billettes, au lion coiffé d'une couronne fermée, le tout d'or, armé et lampassé de gueules qui est de Nassau. |
|       | La même, devenue la reine Sophie (1836 - † 1913), reine de Suède (18 septembre 1872 - 8 décembre 1907) et reine de Norvège (18 septembre 1872 - 7 juin 1905). 1872, parti, en 1 coupé d'or, cantonné en chef d'azur, à trois couronnes d'or (de Suède moderne) et d'azur, à trois barres ondées d'argent, au lion couronné d'or, brochant sur le tout (de Suède ancien), en 2 de gueules, au lion couronné d'or, tenant dans ses pattes une hache danoise d'argent, emmanchée du second (de Norvège ancien) à la demi-croix de Saint-Eric, sur-le-tout d'azur, semé de billettes, au lion coiffé d'une couronne fermée, le tout d'or, armé et lampassé de gueules qui est de Nassau. 1908, écartelé : à la croix pattée d'or, qui est la Croix de Saint-Eric, cantonnée en 1 et 4, d'azur à trois couronnes d'or posées 2 et 1 (qui est de Suède moderne), en 2 et 3, d'azur, à trois barres ondées d'argent, au lion couronné d'or armé et lampassé de gueules, brochant sur le tout (qui est de Suède ancien), sur-le-tout d'azur, semé de billettes, au lion coiffé d'une couronne fermée, le tout d'or, armé et lampassé de gueules qui est de Nassau. |
|       | Oscar Gustaf Adolf Bernadotte (1858 - † 1950), duc de Värmland (16 juin 1858), prince héritier de Suède (18 septembre 1872 - 8 décembre 1907), Prince héritier de Norvège (18 septembre 1872 - 7 juin 1905). 1858, pairle patté d'or, qui est la Croix de Saint-Eric, cantonné en chef d'azur, à trois couronnes d'or (de Suède moderne), à dextre de gueules, au lion couronné d'or, tenant dans ses pattes une hache danoise d'argent, emmanchée du second (de Norvège ancien) et à senestre d'azur, à trois barres ondées d'argent, au lion couronné d'or, brochant sur le tout (de Suède ancien), en pointe les armoiries modifiées (d'or à l'aigle de gueules) de la province de Värmland sur le tout parti de Vasa (tiercé en bande d'azur, d'argent et de gueules à la gerbe d'or brochant) et de Pontecorvo (d'azur, au pont à trois arches d'argent, sur une rivière de même, ombrée d'azur, et supportant deux tours du second ; le tout surmonté d'un corbeau de sable empiétant un foudre d'or accompagné en chef de sept étoiles d'or aussi rangées en forme de la constellation de la Grande Ourse (de Bernadotte)). 1872, pairle patté d'or, qui est la Croix de Saint-Eric, cantonné en chef d'azur, à trois couronnes d'or (de Suède moderne), à dextre de gueules, au lion couronné d'or, tenant dans ses pattes une hache danoise d'argent, emmanchée du second (de Norvège ancien) et à senestre d'azur, à trois barres ondées d'argent, au lion couronné d'or, brochant sur le tout (de Suède ancien), en pointe les armoiries modifiées (d'or à l'aigle de gueules) de la province de Värmland sur le tout parti de Vasa (tiercé en bande d'azur, d'argent et de gueules à la gerbe d'or brochant) et de Pontecorvo (d'azur, au pont à trois arches d'argent, sur une rivière de même, ombrée d'azur, et supportant deux tours du second ; le tout surmonté d'un corbeau de sable empiétant un foudre d'or accompagné en chef de sept étoiles d'or aussi rangées en forme de la constellation de la Grande Ourse (de Bernadotte)). 1905, tiercé au pairle patté d'or renversé, qui est la croix de Saint-Eric, à dextre d'azur, à trois couronnes d'or (de Suède moderne) à senestre d'azur à trois barres ondées d'argent, au lion couronné d'or, brochant sur le tout (de Suède ancien); en pointe les armoiries modifiées (d'or à l'aigle de gueules) de la province de Värmland sur-le-tout parti de Vasa (tiercé en bande d'azur, d'argent et de gueules à la gerbe d'or brochant) et de Pontecorvo (d'azur, au pont à trois arches d'argent, sur une rivière de même, ombrée d'azur, et supportant deux tours du second ; le tout surmonté d'un corbeau de sable empiétant un foudre d'or accompagné en chef de sept étoiles d'or aussi rangées en forme de la constellation de la Grande Ourse (de Bernadotte)). |
|       | Le même, devenu Gustave V de Suède, roi de Suède (8 décembre 1907 - 29 octobre 1950). 1908, écartelé : à la croix pattée d'or, qui est la Croix de Saint-Eric, cantonnée en 1 et 4, d'azur à trois couronnes d'or posées 2 et 1 (qui est de Suède moderne), en 2 et 3, d'azur, à trois barres ondées d'argent, au lion couronné d'or armé et lampassé de gueules, brochant sur le tout (qui est de Suède ancien), sur-le-tout parti de Vasa (tiercé en bande d'azur, d'argent et de gueules à la gerbe d'or brochant) et de Pontecorvo (d'azur, au pont à trois arches d'argent, sur une rivière de même, ombrée d'azur, et supportant deux tours du second ; le tout surmonté d'une aigle contournée au vol abaissé, becquée et membrée d'or empiétant un foudre de même accompagné en chef de sept étoiles d'or aussi rangées en forme de la constellation de la Grande Ourse (de Bernadotte)). |
|       | Victoria de Bade (1862 - † 1930), princesse du Grand-duché de Bade (1862), duchesse Värmland, Princesse héritière consort de Suède (20 septembre 1881 - 8 septembre 1907) et princesse héritère consort de Norvège (20 septembre 1881 - 7 juin 1905). 1881, accolé de Suède-Norvège et de Bade, qui est : pairle patté d'or, qui est la Croix de Saint-Eric, cantonné en chef d'azur, à trois couronnes d'or (de Suède moderne), à dextre de gueules, au lion couronné d'or, tenant dans ses pattes une hache danoise d'argent, emmanchée du second (de Norvège ancien) et à senestre d'azur, à trois barres ondées d'argent, au lion couronné d'or, brochant sur le tout (de Suède ancien), en pointe les armoiries modifiées (d'or à l'aigle de gueules) de la province de Värmland sur le tout parti de Vasa (tiercé en bande d'azur, d'argent et de gueules à la gerbe d'or brochant) et de Pontecorvo (d'azur, au pont à trois arches d'argent, sur une rivière de même, ombrée d'azur, et supportant deux tours du second ; le tout surmonté d'un corbeau de sable empiétant un foudre d'or accompagné en chef de sept étoiles d'or aussi rangées en forme de la constellation de la Grande Ourse (de Bernadotte)) et de gueules à la bande d'or qui est de Bade. 1905, accolé de Suède et de Bade, qui est : Tiercé au pairle patté d'or renversé, qui est la croix de Saint-Eric, à dextre d'azur, à trois couronnes d'or (de Suède moderne) à senestre d'azur à trois barres ondées d'argent, au lion couronné d'or, brochant sur le tout (de Suède ancien); en pointe les armoiries modifiées (d'or à l'aigle de gueules) de la province de Värmland sur-le-tout parti de Vasa (tiercé en bande d'azur, d'argent et de gueules à la gerbe d'or brochant) et de Pontecorvo (d'azur, au pont à trois arches d'argent, sur une rivière de même, ombrée d'azur, et supportant deux tours du second ; le tout surmonté d'un corbeau de sable empiétant un foudre d'or accompagné en chef de sept étoiles d'or aussi rangées en forme de la constellation de la Grande Ourse (de Bernadotte)) et de gueules à la bande d'or qui est de Bade. |
|       | La même, devenue la Reine Victoria (1862 - † 1930), reine de Suède (8 décembre 1907 - 29 octobre 1930). 1908, écartelé : à la croix pattée d'or, qui est la Croix de Saint-Eric, cantonnée en 1 et 4, d'azur à trois couronnes d'or posées 2 et 1 (qui est de Suède moderne), en 2 et 3, d'azur, à trois barres ondées d'argent, au lion couronné d'or armé et lampassé de gueules, brochant sur le tout (qui est de Suède ancien), sur-le-tout de gueules à la bande d'or qui est de Bade. |
|       | Oscar Fredrik Wilhelm Olaf Gustaf Adolf Bernadotte (1882 - † 1973), duc de Scanie (11 novembre 1882), prince héritier de Suède (8 décembre 1907 - 29 octobre 1950). 1882, pairle patté d'or, qui est la Croix de Saint-Eric, cantonné en chef d'azur, à trois couronnes d'or (de Suède moderne), à dextre de gueules, au lion couronné d'or, tenant dans ses pattes une hache danoise d'argent, emmanchée du second (de Norvège ancien) et à senestre d'azur, à trois barres ondées d'argent, au lion couronné d'or, brochant sur le tout (de Suède ancien), en pointe d'or à la tête de griffon de gueules couronnée d'or (Scanie) sur le tout parti de Vasa (tiercé en bande d'azur, d'argent et de gueules à la gerbe d'or brochant) et de Pontecorvo (d'azur, au pont à trois arches d'argent, sur une rivière de même, ombrée d'azur, et supportant deux tours du second ; le tout surmonté d'un corbeau de sable empiétant un foudre d'or accompagné en chef de sept étoiles d'or aussi rangées en forme de la constellation de la Grande Ourse (de Bernadotte)). 1907, écartelé : à la croix pattée d'or, qui est la Croix de Saint-Eric, cantonnée en 1 et 4, d'azur à trois couronnes d'or posées 2 et 1 (qui est de Suède moderne), en 2 et 3, d'azur, à trois barres ondées d'argent, au lion couronné d'or armé et lampassé de gueules, brochant sur le tout (qui est de Suède ancien), en pointe, d'or à la tête de griffon de gueules couronnée d'or (Scanie), sur-le-tout de Vasa (tiercé en bande d'azur, d'argent et de gueules à la gerbe d'or brochant) et de Pontecorvo (d'azur, au pont à trois arches d'argent, sur une rivière de même, ombrée d'azur, et supportant deux tours du second ; le tout surmonté d'une aigle contournée au vol abaissé, becquée et membrée d'or empiétant un foudre de même accompagné en chef de sept étoiles d'or aussi rangées en forme de la constellation de la Grande Ourse (de Bernadotte)). |
|       | Le même, devenu Gustave VI Adolphe de Suède, roi de Suède (29 octobre 1950 - 15 septembre 1973). 1950, écartelé : à la croix pattée d'or, qui est la Croix de Saint-Eric, cantonnée en 1 et 4, d'azur à trois couronnes d'or posées 2 et 1 (qui est de Suède moderne), en 2 et 3, d'azur, à trois barres ondées d'argent, au lion couronné d'or armé et lampassé de gueules, brochant sur le tout (qui est de Suède ancien), sur-le-tout parti de Vasa (tiercé en bande d'azur, d'argent et de gueules à la gerbe d'or brochant) et de Pontecorvo (d'azur, au pont à trois arches d'argent, sur une rivière de même, ombrée d'azur, et supportant deux tours du second ; le tout surmonté d'une aigle contournée au vol abaissé, becquée et membrée d'or empiétant un foudre de même accompagné en chef de sept étoiles d'or aussi rangées en forme de la constellation de la Grande Ourse (de Bernadotte)). |
|       | Margaret de Connaught (1882 - † 1920), princesse de Connaught et Strathearn, duchesse de Scanie (15 juin 1905 - 1er mai 1920), princesse héritière de Suède (8 décembre 1907 - 1er mai 1920). 1907, écartelé : à la croix pattée d'or, qui est la Croix de Saint-Eric, cantonnée en 1 et 4, d'azur à trois couronnes d'or posées 2 et 1 (qui est de Suède moderne), en 2 et 3, d'azur, à trois barres ondées d'argent, au lion couronné d'or armé et lampassé de gueules, en pointe d'or à la tête de griffon de gueules couronnée d'or (Scanie) sur le tout Écartelé : I et IV de gueules à trois léopards d'or armés et lampassés d'azur (d'Angleterre) ; II d'or, au lion de gueules, au double trescheur fleuronné et contre-fleuronné du même (d'Écosse) ; III d'azur, à la harpe d'or, cordée d'argent (d'Irlande) ; au lambel à cinq pendants d'argent brochant, celui en cœur chargé d'une croix de gueules (dite de Saint Georges), ceux à dextre et sénestre chargés d'une fleur-de-lys d'azur, les autres chargés d'un trèfles de sinople. |
|       | Louise Mountbatten (1889 - † 1965), duchesse de Scanie (3 novembre 1923 - 23 octobre 1950), princesse héritière de Suède 3 novembre 1923 - 23 octobre 1950). 1923, écartelé : à la croix pattée d'or, qui est la Croix de Saint-Eric, cantonnée en 1, d'azur à trois couronnes d'or posées 2 et 1 (qui est de Suède moderne), en 2 d'azur au lion d'argent et de gueules, à la bordure componée de gueules en 3 d'azur, à trois barres ondées d'argent, au lion couronné d'or armé et lampassé de gueules, brochant sur le tout (qui est de Suède ancien) en 4 d'argent a deux pals de sable, en pointe d'or à la tête de griffon de gueules couronnée d'or (Scanie) sur-le-tout écartelé : I et IV de gueules à trois léopards d'or armés et lampassés d'azur (d'Angleterre) ; II d'or, au lion de gueules, au double trescheur fleuronné et contre-fleuronné du même (d'Écosse) ; III d'azur, à la harpe d'or, cordée d'argent (d'Irlande) au lambel à trois pendants d'argent brochant, chargé en cœur d'une rose de gueules, les deux autres chargés d'une moucheture d'hermine de sable. |
|       | La même devenue la reine Louise (1889 - † 1965), reine de Suède (23 octobre 1950 - 7 mars 1965). 1950, écartelé : à la croix pattée d'or, qui est la Croix de Saint-Eric, cantonnée en 1 et 4, d'azur à trois couronnes d'or posées 2 et 1 (qui est de Suède moderne), en 2 et 3, d'azur, à trois barres ondées d'argent, au lion couronné d'or armé et lampassé de gueules, brochant sur le tout (qui est de Suède ancien), sur-le-tout écartelé : au premier et au quatrième, d'azur au lion d'argent et de gueules, à la bordure componée de gueules et d'argent au deuxième et troisième d'argent a deux pals de sable ; sur le tout du tout écartelé : I et IV de gueules à trois léopards d'or armés et lampassés d'azur (d'Angleterre) ; II d'or, au lion de gueules, au double trescheur fleuronné et contre-fleuronné du même (d'Écosse) ; III d'azur, à la harpe d'or, cordée d'argent (d'Irlande) au lambel à trois pendants d'argent brochant, chargé en cœur d'une rose de gueules, les deux autres chargés d'une moucheture d'hermine de sable. |
|       | Carl Gustaf Folke Hubertus (1946), prince héritier de Suède et duc de Jämtland (30 avril 1946 - 15 septembre 1973). 1950, tiercé en pairle patté d’or renversé, qui est la Croix de Saint-Eric, à dextre, d'azur à trois couronnes d'or posées 2 et 1 (qui est de Suède moderne) à senestre, d'azur, à trois barres ondées d'argent, au lion couronné d'or armé et lampassé de gueules, brochant sur le tout (qui est de Suède ancien), en pointe d'azur, à l'élan d'argent, accorné et onglé de gueules, attaqué par un renard à dextre et une aigle à senestre, les deux d'or qui est de Jämtland sur-le-tout parti de Vasa (tiercé en bande d'azur, d'argent et de gueules à la gerbe d'or brochant) et de Pontecorvo (d'azur, au pont à trois arches d'argent, sur une rivière de même, ombrée d'azur, et supportant deux tours du second ; le tout surmonté d'une aigle contournée au vol abaissé, becquée et membrée d'or empiétant un foudre de même accompagné en chef de sept étoiles d'or aussi rangées en forme de la constellation de la Grande Ourse (de Bernadotte)). |
|       | Le même, devenu Carl XVI Gustaf de Suède, roi de Suède (15 septembre 1973). 1973, écartelé : à la croix pattée d'or, qui est la Croix de Saint-Eric, cantonnée en 1 et 4, d'azur à trois couronnes d'or posées 2 et 1 (qui est de Suède moderne), en 2 et 3, d'azur, à trois barres ondées d'argent, au lion couronné d'or armé et lampassé de gueules, brochant sur le tout (qui est de Suède ancien), sur-le-tout parti de Vasa (tiercé en bande d'azur, d'argent et de gueules à la gerbe d'or brochant) et de Pontecorvo (d'azur, au pont à trois arches d'argent, sur une rivière de même, ombrée d'azur, et supportant deux tours du second ; le tout surmonté d'une aigle contournée au vol abaissé, becquée et membrée d'or empiétant un foudre de même accompagné en chef de sept étoiles d'or aussi rangées en forme de la constellation de la Grande Ourse (de Bernadotte)). |
|       | la reine Silvia (1943), reine de Suède depuis le 19 juin 1976. 1976, écartelé : à la croix pattée d'or, qui est la Croix de Saint-Eric, cantonnée en 1 et 4, d'azur, à trois couronnes d'or, qui est de Suède moderne, en 2 et 3, d'azur, à trois barres ondées d'argent, au lion couronné d'or, brochant sur le tout, qui est de Suède ancien; sur-le-tout parti en 1, mi-parti de gueules, à la fleur de lys d'or; 2, mi-parti d'or, à la fleur de lys de gueules de Sommerlath. |

#### Armoiries des princes et princesse de Suède de 1818 à 1977
| Image | Blasonnement |
| ----- | --- |
|       | Gustave de Suède (1827 † 1852), prince de Suède et de Norvège, duc d'Uppland second fils du roi Oscar Ier de Suède et de Joséphine de Leuchtenberg. 1827, écartelé au sautoir d'or, qui est la Croix de Saint-Eric, cantonnée en I, d'azur à trois couronne d'or (Suède moderne), en II de gueules au lion d'or, couronné du même armé et lampassé de gueules tenant une hache d'armes d'argent emmanchée d'or (Norvège), en III d'azur à trois barres ondées d'argent, au lion d'or couronné du même, armée et lampassé de gueules (Folkungar), au IV de gueules à l'orbe d'or (Uppland) sur le tout parti tranché d'azur et de gueules à la banche d'argent et à la gerbe d'or brochant sur le tout (de Vasa) et d'azur, à un pont de trois arches sommé de deux tours crénelées et posé sur une champagne ondée, le tout d'argent, au corbeau de sable, empiétant d'un foudre d'or surmonté d'un chef cousu d'azur semé d'étoiles d'or (de Bernadotte)). Après 1844, Parti, en 1 coupé d'or, cantonné en chef d'azur, à trois couronnes d'or (de Suède moderne) et d'azur, à trois barres ondées d'argent, au lion couronné d'or, brochant sur le tout (de Suède ancien), en 2 de gueules, au lion couronné d'or, tenant dans ses pattes une hache danoise d'argent, emmanchée du second (de Norvège ancien) à la demi-croix de Saint-Eric, en pointe de gueules à l'orbe d'or (Uppland) sur-le-tout de Vasa (tiercé en bande d'azur, d'argent et de gueules à la gerbe d'or brochant) et de Pontecorvo (d'azur, au pont à trois arches d'argent, sur une rivière de même, ombrée d'azur, et supportant deux tours du second ; le tout surmonté d'un corbeau de sable empiétant un foudre d'or accompagné en chef de sept étoiles d'or aussi rangées en forme de la constellation de la Grande Ourse (de Bernadotte)). |
|       | Eugénie de Suède (1830 † 1889), princesse de Suède et de Norvège, fille du roi Oscar Ier de Suède et de Joséphine de Leuchtenberg. 1844, Parti, en 1 coupé d'or, cantonné en chef d'azur, à trois couronnes d'or (de Suède moderne) et d'azur, à trois barres ondées d'argent, au lion couronné d'or, brochant sur le tout (de Suède ancien), en 2 de gueules, au lion couronné d'or, tenant dans ses pattes une hache danoise d'argent, emmanchée du second (de Norvège ancien) à la demi-croix de Saint-Eric, sur-le-tout parti de Vasa (tiercé en bande d'azur, d'argent et de gueules à la gerbe d'or brochant) et de Pontecorvo (d'azur, au pont à trois arches d'argent, sur une rivière de même, ombrée d'azur, et supportant deux tours du second ; le tout surmonté d'un corbeau de sable empiétant un foudre d'or accompagné en chef de sept étoiles d'or aussi rangées en forme de la constellation de la Grande Ourse (de Bernadotte)). |
|       | Auguste de Suède (1831 † 1873), prince de Suède et de Norvège, duc de Dalécarlie, troisième fils du roi Oscar Ier de Suède et de Joséphine de Leuchtenberg. 1831, écartelé au sautoir d'or, qui est la Croix de Saint-Eric, cantonnée en I, d'azur à trois couronne d'or (Suède moderne), en II de gueules au lion d'or, couronné du même armé et lampassé de gueules tenant une hache d'armes d'argent emmanchée d'or (Norvège), en III d'azur à trois barres ondées d'argent, au lion d'or couronné du même, armée et lampassé de gueules (Folkungar), au IV de gueules à deux flèches d'or passées en sautoir surmontées d'une couronne d'or (Dalécarlie modifié) sur le tout parti tranché d'azur et de gueules à la banche d'argent et à la gerbe d'or brochant sur le tout (de Vasa) et d'azur, à un pont de trois arches sommé de deux tours crénelées et posé sur une champagne ondée, le tout d'argent, au corbeau de sable, empiétant d'un foudre d'or surmonté d'un chef cousu d'azur semé d'étoiles d'or (de Bernadotte). Après 1844, parti, en 1 coupé d'or, cantonné en chef d'azur, à trois couronnes d'or (de Suède moderne) et d'azur, à trois barres ondées d'argent, au lion couronné d'or, brochant sur le tout (de Suède ancien), en 2 de gueules, au lion couronné d'or, tenant dans ses pattes une hache danoise d'argent, emmanchée du second (de Norvège ancien) à la demi-croix de Saint-Eric, en pointe de gueules à deux flèches d'or passées en sautoir surmontées d'une couronne d'or (Dalécarlie modifié) sur-le-tout de Vasa (tiercé en bande d'azur, d'argent et de gueules à la gerbe d'or brochant) et de Pontecorvo (d'azur, au pont à trois arches d'argent, sur une rivière de même, ombrée d'azur, et supportant deux tours du second ; le tout surmonté d'un corbeau de sable empiétant un foudre d'or accompagné en chef de sept étoiles d'or aussi rangées en forme de la constellation de la Grande Ourse (de Bernadotte)). |
|       | Lovisa de Suède (1851 - † 1926), princesse de Suède et de Norvège, reine consort de Danemark de 1906 à 1912 à la suite de son mariage avec Frédéric VIII de Danemark le 28 juillet 1869, elle était la fille du roi Charles XV de Suède et de Louise des Pays-Bas. 1851, Parti, en 1 coupé d'or, cantonné en chef d'azur, à trois couronnes d'or (de Suède moderne) et d'azur, à trois barres ondées d'argent, au lion couronné d'or, brochant sur le tout (de Suède ancien), en 2 de gueules, au lion couronné d'or, tenant dans ses pattes une hache danoise d'argent, emmanchée du second (de Norvège ancien) à la demi-croix de Saint-Eric, sur-le-tout parti de Vasa (tiercé en bande d'azur, d'argent et de gueules à la gerbe d'or brochant) et de Pontecorvo (d'azur, au pont à trois arches d'argent, sur une rivière de même, ombrée d'azur, et supportant deux tours du second ; le tout surmonté d'un corbeau de sable empiétant un foudre d'or accompagné en chef de sept étoiles d'or aussi rangées en forme de la constellation de la Grande Ourse (de Bernadotte)). 1906, version des armoiries dans le Château de Frederiksborg à Hillerød (Danemark) : Ecartelé : à la croix pattée d'argent bordée de gueules, qui est le Danebrog, cantonnée en I, d'or, à neuf cœurs de gueules, posés en trois pals, à trois lions léopardés d'azur, armés et lampassés de gueules, couronnés du champ, brochant sur-le-tout (de Danemark) ; en II, d'or, à deux lions léopardés d'azur, armés et lampassés de gueules (de Schleswig) ; en III, coupé : A d'azur, à trois couronnes d'or (de Suède moderne) et B parti d'azur à l'aigle d'argent tarée de profil (d'Islande moderne) et coupé d'azur à un bélier d'argent passant lampassé de gueules et armé d'or et d'azur à un ours polaire passant d'argent armé du premier ; en IV, coupé d'or au lion léopardé d'azur soutenu de neuf cœurs de gueules ordonnés 5 et 4 (du Royaume des Goths) et de gueules au dragon d'or (du Royaume des Vandales) ; sur-le-tout écartelé au 1 de gueules, à la feuille d'ortie d'argent (de Holstein) au 2 de gueules, au cygne d'argent, becqué, membré et colleté d'une couronne d'or (Stormarn), au 3 de gueules, au cavalier armé d'argent (Dithmarse), au 4 de gueules à la tête de cheval coupée d'or (de Lauenbourg) ; sur-le-tout-du-tout parti d'or à deux fasces de gueules (de Oldenbourg) et d'azur, à la croix pattée, au pied fiché d'or (de Delmenhorst) et écartelé : à la croix pattée d'or, qui est la Croix de Saint-Eric, cantonnée en 1 et 4, d'azur à trois couronnes d'or posées 2 et 1 (qui est de Suède moderne), en 2 et 3, d'azur, à trois barres ondées d'argent, au lion couronné d'or armé et lampassé de gueules, brochant sur le tout (qui est de Suède ancien), sur-le-tout parti de Vasa (tiercé en bande d'azur, d'argent et de gueules à la gerbe d'or brochant) et de Pontecorvo (d'azur, au pont à trois arches d'argent, sur une rivière de même, ombrée d'azur, et supportant deux tours du second ; le tout surmonté d'une aigle contournée au vol abaissé, becquée et membrée d'or empiétant un foudre de même accompagné en chef de sept étoiles d'or aussi rangées en forme de la constellation de la Grande Ourse (de Bernadotte))et Parti, en 1 coupé d'or, cantonné en chef d'azur, à trois couronnes d'or (de Suède moderne) et d'azur, à trois barres ondées d'argent, au lion couronné d'or, brochant sur le tout (de Suède ancien), en 2 de gueules, au lion couronné d'or, tenant dans ses pattes une hache danoise d'argent, emmanchée du second (de Norvège ancien) à la demi-croix de Saint-Eric, sur-le-tout parti de Vasa (tiercé en bande d'azur, d'argent et de gueules à la gerbe d'or brochant) et de Pontecorvo (d'azur, au pont à trois arches d'argent, sur une rivière de même, ombrée d'azur, et supportant deux tours du second ; le tout surmonté d'un corbeau de sable empiétant un foudre d'or accompagné en chef de sept étoiles d'or aussi rangées en forme de la constellation de la Grande Ourse (de Bernadotte)). |
|       | Charles-Oscar de Suède (1852 - † 1854), prince de Suède et de Norvège, Duc de Södermanland, fils du roi Charles XV de Suède et de Louise des Pays-Bas. 1852, parti, en 1 coupé d'or, cantonné en chef d'azur, à trois couronnes d'or (de Suède moderne) et d'azur, à trois barres ondées d'argent, au lion couronné d'or, brochant sur le tout (de Suède ancien), en 2 de gueules, au lion couronné d'or, tenant dans ses pattes une hache danoise d'argent, emmanchée du second (de Norvège ancien) à la demi-croix de Saint-Eric, en pointe d'or à un griffon de sable, armé et lampassé de gueules qui est de Södermanland, sur-le-tout de Vasa (tiercé en bande d'azur, d'argent et de gueules à la gerbe d'or brochant) et de Pontecorvo (d'azur, au pont à trois arches d'argent, sur une rivière de même, ombrée d'azur, et supportant deux tours du second ; le tout surmonté d'un corbeau de sable empiétant un foudre d'or accompagné en chef de sept étoiles d'or aussi rangées en forme de la constellation de la Grande Ourse (de Bernadotte))< name="Per Nordenvall"/>. |
|       | Oscar de Suède (1859 - † 1953), prince de Suède et de Norvège, duc de Gotland de 1859 à 1888, second fils du roi Oscar II de Suède et de Sophie de Nassau, Après son mariage morganatique avec Ebba Munck en 1888, il perd ses droits au trône et utilise le titre de prince Bernadotte. En 1892, il reçoit le titre héréditaire de comte de Visborg de son grand-oncle, le grand-duc Adolphe de Luxembourg. 1859, parti, en 1 coupé d'or, cantonné en chef d'azur, à trois couronnes d'or (de Suède moderne) et d'azur, à trois barres ondées d'argent, au lion couronné d'or, brochant sur le tout (de Suède ancien), en 2 de gueules, au lion couronné d'or, tenant dans ses pattes une hache danoise d'argent, emmanchée du second (de Norvège ancien) à la demi-croix de Saint-Eric, en pointe d'azur, au bélier d'argent, accorné et onglé d'or, brochant sur une bannière de gueules, emmanchée, croisée, frangée et penonnée d'or (Gotland) sur-le-tout de Vasa (tiercé en bande d'azur, d'argent et de gueules à la gerbe d'or brochant) et de Pontecorvo (d'azur, au pont à trois arches d'argent, sur une rivière de même, ombrée d'azur, et supportant deux tours du second ; le tout surmonté d'un corbeau de sable empiétant un foudre d'or accompagné en chef de sept étoiles d'or aussi rangées en forme de la constellation de la Grande Ourse (de Bernadotte)). 1892 Comte de Visborg, tiercé au pairle patté d'or renversé, qui est la Croix de Saint-Eric, à dextre parti tranché d'azur et de gueules à la banche d'argent et à la gerbe d'or brochant sur le tout à senestre d'azur, à un pont de trois arches sommé de deux tours crénelées et posé sur une champagne ondée, le tout d'argent, accompagné en chef de sept étoiles du même au chef d'azur à l'aigle de sable, empiétant un foudre d'or ; en pointe d'azur à l'agneau pascal passant d'argent,. |
|       | Eugène de Suède (1865 - † 1947), prince de Suède et de Norvège, duc de Närke, quatrième fils du roi Oscar II de Suède et de Sophie de Nassau. 1865, parti, en 1 coupé d'or, cantonné en chef d'azur, à trois couronnes d'or (de Suède moderne) et d'azur à trois barres ondées d'argent, au lion couronné d'or, brochant sur le tout (de Suède ancien), en 2 de gueules, au lion couronné d'or, tenant dans ses pattes une hache danoise d'argent, emmanchée du second (de Norvège ancien) à la demi-croix de Saint-Eric, en pointe de gueules, à deux dards d'or, pointés d'argent, passés en sautoir, accompagnés de quatre roses d'argent, boutonnées et pointées d'or (Närke) sur-le-tout parti de Vasa (tiercé en bande d'azur, d'argent et de gueules à la gerbe d'or brochant) et de Pontecorvo (d'azur, au pont à trois arches d'argent, sur une rivière de même, ombrée d'azur, et supportant deux tours du second ; le tout surmonté d'un corbeau de sable empiétant un foudre d'or accompagné en chef de sept étoiles d'or aussi rangées en forme de la constellation de la Grande Ourse (de Bernadotte)). 1905, tiercé au pairle patté d'or renversé, qui est la croix de Saint-Eric, à dextre d'azur, à trois couronnes d'or (de Suède moderne) à senestre d'azur à trois barres ondées d'argent, au lion couronné d'or, brochant sur le tout (de Suède ancien); en pointe de gueules, à deux dards d'or, pointés d'argent, passés en sautoir, accompagnés de quatre roses d'argent, boutonnées et pointées d'or (Närke) sur le tout, de Vasa (tiercé en bande d'azur, d'argent et de gueules à la gerbe d'or brochant) et de Pontecorvo (d'azur, au pont à trois arches d'argent, sur une rivière de même, ombrée d'azur, et supportant deux tours du second ; le tout surmonté d'une aigle contournée au vol abaissé, becquée et membrée d'or empiétant un foudre de même accompagné en chef de sept étoiles d'or aussi rangées en forme de la constellation de la Grande Ourse (de Bernadotte)). |
|       | Carl de Suède (1861 - † 1951), prince de Suède et de Norvège, duc de Västergötland, troisième fils du roi Oscar II de Suède et de Sophie de Nassau. 1861, parti, en 1 coupé d'or, cantonné en chef d'azur, à trois couronnes d'or (de Suède moderne) et d'azur à trois barres ondées d'argent, au lion couronné d'or, brochant sur le tout (de Suède ancien), en 2 de gueules, au lion couronné d'or, tenant dans ses pattes une hache danoise d'argent, emmanchée du second (de Norvège ancien) à la demi-croix de Saint-Eric, en pointe taillé de sable et d'or, au lion de l'un-en-l'autre, armé et lampassé de gueules, accompagné de deux étoiles à 6 raies d'argent sur le sable.(Västergötland) sur-le-tout parti de Vasa (tiercé en bande d'azur, d'argent et de gueules à la gerbe d'or brochant) et de Pontecorvo (d'azur, au pont à trois arches d'argent, sur une rivière de même, ombrée d'azur, et supportant deux tours du second ; le tout surmonté d'un corbeau de sable empiétant un foudre d'or accompagné en chef de sept étoiles d'or aussi rangées en forme de la constellation de la Grande Ourse (de Bernadotte)). 1907, tiercé au pairle patté d'or renversé, qui est la croix de Saint-Eric, à dextre d'azur, à trois couronnes d'or (de Suède moderne) à senestre d'azur à trois barres ondées d'argent, au lion couronné d'or, brochant sur le tout (de Suède ancien); en pointe taillé de sable et d'or, au lion de l'un-en-l'autre, armé et lampassé de gueules, accompagné de deux étoiles à 6 raies d'argent sur le sable (Västergötland) sur-le-tout parti de Vasa (tiercé en bande d'azur, d'argent et de gueules à la gerbe d'or brochant) et de Pontecorvo (d'azur, au pont à trois arches d'argent, sur une rivière de même, ombrée d'azur, et supportant deux tours du second ; le tout surmonté d'un corbeau de sable empiétant un foudre d'or accompagné en chef de sept étoiles d'or aussi rangées en forme de la constellation de la Grande Ourse (de Bernadotte)). |
|       | Ingeborg de Danemark (1878 - † 1958), princesse de Danemark, princesse de Suède, duchesse de Västergötland, épouse le 27 août 1897 le prince Carl de Suède. 1907, parti, en 1 coupé d'or, cantonné en chef d'azur, à trois couronnes d'or (de Suède moderne) et d'azur à trois barres ondées d'argent, au lion couronné d'or, brochant sur le tout (de Suède ancien), en 2 de gueules, au lion couronné d'or, tenant dans ses pattes une hache danoise d'argent, emmanchée du second (de Norvège ancien) à la demi-croix de Saint-Eric, en pointe taillé de sable et d'or, au lion de l'un-en-l'autre, armé et lampassé de gueules, accompagné de deux étoiles à 6 raies d'argent sur le sable.(Västergötland) sur-le-tout d'or, à neuf cœurs de gueules, posés en trois pals, à trois lions léopardés d'azur, armés et lampassés de gueules, couronnés du champ, brochant sur-le-tout. |
|       | Guillaume de Suède (1884 - † 1965), prince de Suède et de Norvège, duc de Södermanland, il était le second fils du roi Gustave V de Suède et de Victoria de Bade, épouse en 1908, la Grande-Duchesse de Russie Marie Pavlovna de Russie. 1884, parti, en 1 coupé d'or, cantonné en chef d'azur, à trois couronnes d'or (de Suède moderne) et d'azur à trois barres ondées d'argent, au lion couronné d'or, brochant sur le tout (de Suède ancien), en 2 de gueules, au lion couronné d'or, tenant dans ses pattes une hache danoise d'argent, emmanchée du second (de Norvège ancien) à la demi-croix de Saint-Eric, en pointe d'or à un griffon de sable, armé et lampassé de gueules qui est de Södermanland sur-le-tout parti de Vasa (tiercé en bande d'azur, d'argent et de gueules à la gerbe d'or brochant) et de Pontecorvo (d'azur, au pont à trois arches d'argent, sur une rivière de même, ombrée d'azur, et supportant deux tours du second ; le tout surmonté d'un corbeau de sable empiétant un foudre d'or accompagné en chef de sept étoiles d'or aussi rangées en forme de la constellation de la Grande Ourse (de Bernadotte)). 1905, écartelé : à la croix pattée d'or, qui est la Croix de Saint-Eric, cantonnée en 1 et 4, d'azur à trois couronnes d'or posées 2 et 1 (qui est de Suède moderne), en 2 et 3, d'azur, à trois barres ondées d'argent, au lion couronné d'or armé et lampassé de gueules, en pointe d'or à un griffon de sable, armé et lampassé de gueules qui est de Södermanland sur le tout, de Vasa (tiercé en bande d'azur, d'argent et de gueules à la gerbe d'or brochant) et de Pontecorvo (d'azur, au pont à trois arches d'argent, sur une rivière de même, ombrée d'azur, et supportant deux tours du second ; le tout surmonté d'une aigle contournée au vol abaissé, becquée et membrée d'or empiétant un foudre de même accompagné en chef de sept étoiles d'or aussi rangées en forme de la constellation de la Grande Ourse (de Bernadotte)). |
|       | Marie Pavlovna de Russie (1890 - † 1958), grande-duchesse de Russie, princesse de Suède, duchesse consort de Södermanland, épouse le 3 mai 1908, le prince Guillaume de Suède (ils divorceront le 13 mars 1914). 1908, accolé du duc de Södermanland et de Russie : Ecartelé : à la croix pattée d'or, qui est la Croix de Saint-Eric, cantonnée en 1 et 4, d'azur à trois couronnes d'or posées 2 et 1 (qui est de Suède moderne), en 2 et 3, d'azur, à trois barres ondées d'argent, au lion couronné d'or armé et lampassé de gueules, en pointe d'or à un griffon de sable, armé et lampassé de gueules qui est de Södermanland sur le tout, de Vasa (tiercé en bande d'azur, d'argent et de gueules à la gerbe d'or brochant) et de Pontecorvo (d'azur, au pont à trois arches d'argent, sur une rivière de même, ombrée d'azur, et supportant deux tours du second ; le tout surmonté d'une aigle contournée au vol abaissé, becquée et membrée d'or empiétant un foudre de même accompagné en chef de sept étoiles d'or aussi rangées en forme de la constellation de la Grande Ourse (de Bernadotte)) et d'or à l'aigle bicéphale de sable, becquée et membrée d'or, languée de gueules, chaque tête surmontée d'une couronne fermée du champ, l'aigle surmontée à son tour d'une troisième couronne fermée du champ et tenant un sceptre du champ dans la patte dextre et un orbe d'azur cerclé d'or dans la patte sénestre ; l'aigle chargée en cœur d'un écusson de gueules représentant Saint Georges terrassant la Dragon, sur son destrier d'argent (de la Moscovie). |
|       | Erik de Suède (1889 † 1918), prince de Suède et de Norvège, duc de Västmanland, troisième fils du roi Gustave V de Suède et de Victoria. 1889, parti, en 1 coupé d'or, cantonné en chef d'azur, à trois couronnes d'or (de Suède moderne) et d'azur, à trois barres ondées d'argent, au lion couronné d'or, brochant sur le tout (de Suède ancien), en 2 de gueules, au lion couronné d'or, tenant dans ses pattes une hache danoise d'argent, emmanchée du second (de Norvège ancien) à la demi-croix de Saint-Eric, en pointe d'argent, à trois volcans d'azur, enflammés de gueules (Västmanland) sur-le-tout de Vasa (tiercé en bande d'azur, d'argent et de gueules à la gerbe d'or brochant) et de Pontecorvo (d'azur, au pont à trois arches d'argent, sur une rivière de même, ombrée d'azur, et supportant deux tours du second ; le tout surmonté d'un corbeau de sable empiétant un foudre d'or accompagné en chef de sept étoiles d'or aussi rangées en forme de la constellation de la Grande Ourse (de Bernadotte)). Après 1905, écartelé : à la croix pattée d'or, qui est la Croix de Saint-Eric, cantonnée en 1 et 4, d'azur à trois couronnes d'or posées 2 et 1 (qui est de Suède moderne), en 2, d'azur, à trois barres ondées d'argent, au lion couronné d'or armé et lampassé de gueules, brochant sur le tout (qui est de Suède ancien), en 3, d'argent, à trois volcans d'azur, enflammés de gueules (Västmanland), sur-le-tout de Vasa (tiercé en bande d'azur, d'argent et de gueules à la gerbe d'or brochant) et de Pontecorvo (d'azur, au pont à trois arches d'argent, sur une rivière de même, ombrée d'azur, et supportant deux tours du second ; le tout surmonté d'une aigle d'or à la tête contournée et au vol abaissé, empiétant un foudre de même accompagné en chef de sept étoiles d'or aussi rangées en forme de la constellation de la Grande Ourse (de Bernadotte)). |
|       | Marguerite de Suède (1899 † 1977), princesse de Suède et de Norvège puis de Suède, fille du Prince Carl de Suède et de Ingeborg de Danemark, devient Princesse du Danemark en épousant le 22 mai 1919 le Prince Axel. 1919, version des armoiries dans le Château de Frederiksborg à Hillerød (Danemark) : Ecartelé : à la croix pattée d'argent bordée de gueules, qui est le Danebrog, cantonnée en I, d'or, à neuf cœurs de gueules, posés en trois pals, à trois lions léopardés d'azur, armés et lampassés de gueules, couronnés du champ, brochant sur-le-tout (de Danemark) ; en II, d'or, à deux lions léopardés d'azur, armés et lampassés de gueules (de Schleswig) ; en III, coupé : A d'azur, à trois couronnes d'or (de Suède moderne) et B parti d'azur à un bélier d'argent passant lampassé de gueules et armé d'or et cousu d'azur à un ours polaire passant d'argent armé du premier ; en IV, coupé d'or au lion léopardé d'azur soutenu de neuf cœurs de gueules ordonnés 5 et 4 (du Royaume des Goths) et de gueules au dragon d'or (du Royaume des Vandales) ; sur-le-tout écartelé au 1 de gueules, à la feuille d'ortie d'argent (de Holstein) au 2 de gueules, au cygne d'argent, becqué, membré et colleté d'une couronne d'or (Stormarn), au 3 de gueules, au cavalier armé d'argent (Dithmarse), au 4 de gueules à la tête de cheval coupée d'or (de Lauenbourg) ; sur-le-tout-du-tout parti d'or à deux fasces de gueules (de Oldenbourg) et d'azur, à la croix pattée, au pied fiché d'or (de Delmenhorst) et écartelé : à la croix pattée d'or, qui est la Croix de Saint-Eric, cantonnée en 1 et 4, d'azur à trois couronnes d'or posées 2 et 1 (qui est de Suède moderne), en 2 et 3, d'azur, à trois barres ondées d'argent, au lion couronné d'or armé et lampassé de gueules, brochant sur le tout (qui est de Suède ancien), sur-le-tout parti de Vasa (tiercé en bande d'azur, d'argent et de gueules à la gerbe d'or brochant) et de Pontecorvo (d'azur, au pont à trois arches d'argent, sur une rivière de même, ombrée d'azur, et supportant deux tours du second ; le tout surmonté d'une aigle contournée au vol abaissé, becquée et membrée d'or empiétant un foudre de même accompagné en chef de sept étoiles d'or aussi rangées en forme de la constellation de la Grande Ourse (de Bernadotte)). 1960, Serafimersköld dans l'église de Riddarholmen à Stockholm : Ecartelé : à la croix pattée d'argent bordée de gueules, qui est le Danebrog, cantonnée en I, d'or, à neuf cœurs de gueules, posés en trois pals, à trois lions léopardés d'azur, armés et lampassés de gueules, couronnés du champ, brochant sur-le-tout (de Danemark) ; en II, d'or, à deux lions léopardés d'azur, armés et lampassés de gueules (de Schleswig) ; en III, coupé : A d'azur, à trois couronnes d'or (de Suède moderne) et B parti d'azur à un bélier d'argent passant lampassé de gueules et armé d'or et cousu d'azur à un ours polaire passant d'argent armé du premier ; en IV, coupé d'or au lion léopardé d'azur soutenu de neuf cœurs de gueules ordonnés 5 et 4 (du Royaume des Goths) et de gueules au dragon d'or (du Royaume des Vandales) ; sur-le-tout écartelé au 1 de gueules, à la feuille d'ortie d'argent (de Holstein) au 2 de gueules, au cygne d'argent, becqué, membré et colleté d'une couronne d'or (Stormarn), au 3 de gueules, au cavalier armé d'argent (Dithmarse), au 4 de gueules à la tête de cheval coupée d'or (de Lauenbourg) ; sur-le-tout-du-tout parti d'or à deux fasces de gueules (de Oldenbourg) et d'azur, à la croix pattée, au pied fiché d'or (de Delmenhorst) et écartelé : à la croix pattée d'or, qui est la Croix de Saint-Eric, cantonnée en 1 et 4, d'azur à trois couronnes d'or posées 2 et 1 (qui est de Suède moderne), en 2 et 3, d'azur, à trois barres ondées d'argent, au lion couronné d'or armé et lampassé de gueules, brochant sur le tout (qui est de Suède ancien), sur-le-tout parti de Vasa (tiercé en bande d'azur, d'argent et de gueules à la gerbe d'or brochant) et de Pontecorvo (d'azur, au pont à trois arches d'argent, sur une rivière de même, ombrée d'azur, et supportant deux tours du second ; le tout surmonté d'une aigle contournée au vol abaissé, becquée et membrée d'or empiétant un foudre de même accompagné en chef de sept étoiles d'or aussi rangées en forme de la constellation de la Grande Ourse (de Bernadotte)).                                                        |
|       | Sigvard de Suède (1907 - † 2002), prince de Suède, duc d'Uppland de 1907 à 1934, second fils du roi Gustave VI Adolphe de Suède et de Margaret de Connaught, Après son mariage morganatique avec Erica Patzek en 1934, il perd ses droits au trône. En 1951, il reçoit le titre héréditaire de Comte de Visborg de la Grande-Duchesse Charlotte de Luxembourg. 1907,écartelé : à la croix pattée d'or, qui est la Croix de Saint-Eric, cantonnée en 1 et 4, d'azur à trois couronnes d'or posées 2 et 1 (qui est de Suède moderne), en 2 et 3, d'azur, à trois barres ondées d'argent, au lion couronné d'or armé et lampassé de gueules, brochant sur le tout (qui est de Suède ancien), en pointe, de gueules à l'orbe d'or (Uppland, sur-le-tout de Vasa (tiercé en bande d'azur, d'argent et de gueules à la gerbe d'or brochant) et de Pontecorvo (d'azur, au pont à trois arches d'argent, sur une rivière de même, ombrée d'azur, et supportant deux tours du second ; le tout surmonté d'une aigle contournée au vol abaissé, becquée et membrée d'or empiétant un foudre de même accompagné en chef de sept étoiles d'or aussi rangées en forme de la constellation de la Grande Ourse (de Bernadotte)). 1935, d'azur, au pont à trois arches d'argent, sur une rivière de même, ombrée d'azur, et supportant deux tours du second ; le tout surmonté d'une aigle d'or à la tête contournée et au vol abaissé, empiétant un foudre de même accompagné en chef de sept étoiles d'or aussi rangées en forme de la constellation de la Grande Ourse (de Bernadotte)). 1951 Comte Bernadotte de Wisborg, tiercé au pairle patté d'or renversé, qui est la Croix de Saint-Eric, à dextre parti tranché d'azur et de gueules à la banche d'argent et à la gerbe d'or brochant sur le tout à senestre d'azur, à un pont de trois arches sommé de deux tours crénelées et posé sur une champagne ondée le tout d'argent, au chef d'azur à l'aigle d'or, empiétant un foudre accompagné en chef de sept étoiles du même ; en pointe d'azur à l'agneau pascal passant d'argent. |
|       | Lennart Bernadotte (1909 - † 2004), prince de Suède, duc de Småland de 1907 à 1932, fils du Prince Guillaume de Suède et de la Grande-Duchesse Marie Pavlovna de Russie, Après son mariage morganatique avec Karin Nissvandt en 1932, il perd ses droits au trône. En 1951, il reçoit le titre héréditaire de Comte de Visborg de la Grande-Duchesse Charlotte de Luxembourg. 1910, écartelé : à la croix pattée d'or, qui est la Croix de Saint-Eric, cantonnée en 1 et 4, d'azur à trois couronnes d'or posées 2 et 1 (qui est de Suède moderne), en 2, d'azur, à trois barres ondées d'argent, au lion couronné d'or armé et lampassé de gueules, brochant sur le tout (qui est de Suède ancien), en 3, au lion de gueules, armé et lampassé d'azur, tenant entre ses pattes avant une arbalète de sable (Småland), sur-le-tout de Vasa (tiercé en bande d'azur, d'argent et de gueules à la gerbe d'or brochant) et de Pontecorvo (d'azur, au pont à trois arches d'argent, sur une rivière de même, ombrée d'azur, et supportant deux tours du second ; le tout surmonté d'une aigle d'or à la tête contournée et au vol abaissé, empiétant un foudre de même accompagné en chef de sept étoiles d'or aussi rangées en forme de la constellation de la Grande Ourse (de Bernadotte)). 1935, d'azur, au pont à trois arches d'argent, sur une rivière de même, ombrée d'azur, et supportant deux tours du second ; le tout surmonté d'une aigle d'or à la tête contournée et au vol abaissé, empiétant un foudre de même accompagné en chef de sept étoiles d'or aussi rangées en forme de la constellation de la Grande Ourse (de Bernadotte)). 1951 Comte Bernadotte de Wisborg, tiercé au pairle patté d'or renversé, qui est la Croix de Saint-Eric, à dextre parti tranché d'azur et de gueules à la banche d'argent et à la gerbe d'or brochant sur le tout à senestre d'azur, à un pont de trois arches sommé de deux tours crénelées et posé sur une champagne ondée le tout d'argent, au chef d'azur à l'aigle d'or, empiétant un foudre accompagné en chef de sept étoiles du même ; en pointe d'azur à l'agneau pascal passant d'argent. |
|       | Carl Bernadotte (1911 - † 2003), prince de Suède, duc de Östergötland de 1911 à 1937, C'est le plus jeune fils du prince Carl de Suède et de la princesse Ingeborg de Danemark, Après son mariage morganatique avec Elsa von Rosen en 1937, il perd ses droits au trône et utilise le titre de prince Bernadotte (titre de noblesse du Royaume de Belgique). 1911, écartelé : à la croix pattée d'or, qui est la Croix de Saint-Eric, cantonnée en 1 et 4, d'azur à trois couronnes d'or posées 2 et 1 (qui est de Suède moderne), en 2, d'azur, à trois barres ondées d'argent, au lion couronné d'or armé et lampassé de gueules, brochant sur le tout (qui est de Suède ancien), en 3, de gueules, au griffon d'or, becqué, langué et armé d'azur, accompagné de quatre roses d'argent (Östergötland), sur-le-tout de Vasa (tiercé en bande d'azur, d'argent et de gueules à la gerbe d'or brochant) et de Pontecorvo (d'azur, au pont à trois arches d'argent, sur une rivière de même, ombrée d'azur, et supportant deux tours du second ; le tout surmonté d'une aigle d'or à la tête contournée et au vol abaissé, empiétant un foudre de même accompagné en chef de sept étoiles d'or aussi rangées en forme de la constellation de la Grande Ourse (de Bernadotte)). 1937, Prince Bernadotte (armoiries donné par son beau-frère Léopold III de Belgique), écartelé au 1 et 4, d'or à la tête de lion arraché de sable, lampassé et dentée de gueules ; au 2 et 3 de gueules, au griffon d'or, becqué, langué et armé d'azur, accompagné de quatre roses d'argent (Östergötland) sur le tout de Pontecorvo (d'azur, au pont à trois arches d'argent, sur une rivière de même, ombrée d'azur, et supportant deux tours du second ; le tout surmonté d'une aigle contournée au vol abaissé, becquée et membrée d'or empiétant un foudre de même accompagné en chef de sept étoiles d'or aussi rangées en forme de la constellation de la Grande Ourse (de Bernadotte)). |
|       | Carl Johan Bernadotte (1916 † 2012), prince de Suède, duc de Dalécarlie, troisième fils du roi Gustave VI Adolphe de Suède et de Margaret de Connaught, Après son mariage morganatique avec Kerstin Wijmark en 1946, il perd ses droits au trône et utilise le titre de Comte Bernadotte de Wisborg (titre de Noblesse par la Grande-Duchesse Charlotte de Luxembourg en 1951. 1916, « Écartelé : à la croix pattée d'or, qui est la Croix de Saint-Eric, cantonnée en 1 et 4, d'azur à trois couronnes d'or posées 2 et 1 (qui est de Suède moderne), en 2, d'azur, à trois barres ondées d'argent, au lion couronné d'or armé et lampassé de gueules, brochant sur le tout (qui est de Suède ancien), en 3, d'azur à deux flèches d'or à la pointe d'argent passées en sautoir surmontées d'une couronne d'or (Dalécarlie), sur-le-tout de Vasa (tiercé en bande d'azur, d'argent et de gueules à la gerbe d'or brochant) et de Pontecorvo (d'azur, au pont à trois arches d'argent, sur une rivière de même, ombrée d'azur, et supportant deux tours du second ; le tout surmonté d'une aigle contournée au vol abaissé, becquée et membrée d'or empiétant un foudre de même accompagné en chef de sept étoiles d'or aussi rangées en forme de la constellation de la Grande Ourse (de Bernadotte)). 1951, Comte Bernadotte de Wisborg, tiercé au pairle patté d'or renversé, qui est la Croix de Saint-Eric, à dextre parti tranché d'azur et de gueules à la banche d'argent et à la gerbe d'or brochant sur le tout à senestre d'azur, à un pont de trois arches sommé de deux tours crénelées et posé sur une champagne ondée le tout d'argent, au chef d'azur à l'aigle d'or, empiétant un foudre accompagné en chef de sept étoiles du même ; en pointe d'azur à l'agneau pascal passant d'argent. |
|       | Märtha de Suède (1901 - † 1954), princesse de Suède, princesse du Norvège fille de Carl de Suède et de Ingeborg de Danemark, épouse le 21 mars 1929 le prince Olav (futur roi de Norvège). 1929, accolé de Norvège et de Suède. |
|       | Astrid de Suède (1905 † 1935), princesse de Suède, princesse du Norvège, reine des Belges, fille de Carl de Suède et d'Ingeborg de Danemark, épouse le 10 novembre 1926 le prince Léopold (roi des Belges en 1934). 1934, accolé de Belgique et de Suède. |
|       | Gustave-Adolphe de Suède (1906 - † 1947), prince de Suède, duc de Västerbotten, fils aîné du roi Gustave VI Adolphe de Suède et de la princesse Margaret de Grande-Bretagne (Margaret de Connaught). 1907, Écartelé : à la croix pattée d'or, qui est la Croix de Saint-Eric, cantonnée en 1 et 4, d'azur à trois couronnes d'or posées 2 et 1 (qui est de Suède moderne), en 2 et 3, d'azur, à trois barres ondées d'argent, au lion couronné d'or armé et lampassé de gueules, brochant sur le tout (qui est de Suède ancien), en pointe, d'azur semé d'étoiles à six branches d'or au cerf d’argent aux ramures de gueules et armés de même brochant sur le tout (Västerbotten), sur-le-tout de Vasa (tiercé en bande d'azur, d'argent et de gueules à la gerbe d'or brochant) et de Pontecorvo (d'azur, au pont à trois arches d'argent, sur une rivière de même, ombrée d'azur, et supportant deux tours du second ; le tout surmonté d'une aigle contournée au vol abaissé, becquée et membrée d'or empiétant un foudre de même accompagné en chef de sept étoiles d'or aussi rangées en forme de la constellation de la Grande Ourse (de Bernadotte)). |
|       | Sibylle de Saxe-Cobourg et Gotha (1908 - † 1972), duchesse du Saxe-Cobourg et Gotha, princesse de Suède, duchesse de Västerbotten, épouse le 19 octobre 1932 le prince Gustave-Adolphe de Suède. Écartelé : à la croix pattée d'or, qui est la Croix de Saint-Eric, cantonnée en 1 et 4, d'azur à trois couronnes d'or posées 2 et 1 (qui est de Suède moderne), en 2 et 3, d'azur, à trois barres ondées d'argent, au lion couronné d'or armé et lampassé de gueules, brochant sur le tout (qui est de Suède ancien), en pointe, d'azur semé d'étoiles à six branches d'or au cerf d’argent aux ramures de gueules et armés de même brochant sur le tout (Västerbotten), sur-le-tout burelé de dix pièces de sable et d'or au crancelin de sinople, brochant en bande sur le tout (de Saxe). |
|       | Ingrid de Suède (1910 † 2000), princesse de Suède, reine de Danemark, fille de Gustave VI Adolphe de Suède et de Margaret de Connaught, épouse le 24 mai 1935 le prince Frédéric (roi du Danemark en 1947). 1947, version des armoiries dans le Château de Frederiksborg à Hillerød (Danemark) : Ecartelé : à la croix pattée d'argent bordée de gueules, qui est le Danebrog, cantonnée en I, d'or, à neuf cœurs de gueules, posés en trois pals, à trois lions léopardés d'azur, armés et lampassés de gueules, couronnés du champ, brochant sur-le-tout (de Danemark) ; en II, d'or, à deux lions léopardés d'azur, armés et lampassés de gueules (de Schleswig) ; en III, coupé : A d'azur, à trois couronnes d'or (de Suède moderne) et B parti d'azur à l'aigle d'argent tarée de profil (d'Islande moderne) et coupé d'azur à un bélier d'argent passant lampassé de gueules et armé d'or et d'azur à un ours polaire passant d'argent armé du premier ; en IV, coupé d'or au lion léopardé d'azur soutenu de neuf cœurs de gueules ordonnés 5 et 4 (du Royaume des Goths) et de gueules au dragon d'or (du Royaume des Vandales) ; sur-le-tout écartelé au 1 de gueules, à la feuille d'ortie d'argent (de Holstein) au 2 de gueules, au cygne d'argent, becqué, membré et colleté d'une couronne d'or (Stormarn), au 3 de gueules, au cavalier armé d'argent (Dithmarse), au 4 de gueules à la tête de cheval coupée d'or (de Lauenbourg) ; sur-le-tout-du-tout parti d'or à deux fasces de gueules (de Oldenbourg) et d'azur, à la croix pattée, au pied fiché d'or (de Delmenhorst) et écartelé : à la croix pattée d'or, qui est la Croix de Saint-Eric, cantonnée en 1 et 4, d'azur à trois couronnes d'or posées 2 et 1 (qui est de Suède moderne), en 2 et 3, d'azur, à trois barres ondées d'argent, au lion couronné d'or armé et lampassé de gueules, brochant sur le tout (qui est de Suède ancien), sur-le-tout parti de Vasa (tiercé en bande d'azur, d'argent et de gueules à la gerbe d'or brochant) et de Pontecorvo (d'azur, au pont à trois arches d'argent, sur une rivière de même, ombrée d'azur, et supportant deux tours du second ; le tout surmonté d'une aigle contournée au vol abaissé, becquée et membrée d'or empiétant un foudre de même accompagné en chef de sept étoiles d'or aussi rangées en forme de la constellation de la Grande Ourse (de Bernadotte)). 1960, Serafimersköld dans l'église de Riddarholmen à Stockholm : Ecartelé : à la croix pattée d'argent bordée de gueules, qui est le Danebrog, cantonnée en I, d'or, à neuf cœurs de gueules, posés en trois pals, à trois lions léopardés d'azur, armés et lampassés de gueules, couronnés du champ, brochant sur-le-tout (de Danemark) ; en II, d'or, à deux lions léopardés d'azur, armés et lampassés de gueules (de Schleswig) ; en III, coupé : A d'azur, à trois couronnes d'or (de Suède moderne) et B parti d'azur à un bélier d'argent passant lampassé de gueules et armé d'or et cousu d'azur à un ours polaire passant d'argent armé du premier ; en IV, coupé d'or au lion léopardé d'azur soutenu de neuf cœurs de gueules ordonnés 5 et 4 (du Royaume des Goths) et de gueules au dragon d'or (du Royaume des Vandales) ; sur-le-tout écartelé au 1 de gueules, à la feuille d'ortie d'argent (de Holstein) au 2 de gueules, au cygne d'argent, becqué, membré et colleté d'une couronne d'or (Stormarn), au 3 de gueules, au cavalier armé d'argent (Dithmarse), au 4 de gueules à la tête de cheval coupée d'or (de Lauenbourg) ; sur-le-tout-du-tout parti d'or à deux fasces de gueules (de Oldenbourg) et d'azur, à la croix pattée, au pied fiché d'or (de Delmenhorst) et écartelé : à la croix pattée d'or, qui est la Croix de Saint-Eric, cantonnée en 1 et 4, d'azur à trois couronnes d'or posées 2 et 1 (qui est de Suède moderne), en 2 et 3, d'azur, à trois barres ondées d'argent, au lion couronné d'or armé et lampassé de gueules, brochant sur le tout (qui est de Suède ancien), sur-le-tout parti de Vasa (tiercé en bande d'azur, d'argent et de gueules à la gerbe d'or brochant) et de Pontecorvo (d'azur, au pont à trois arches d'argent, sur une rivière de même, ombrée d'azur, et supportant deux tours du second ; le tout surmonté d'une aigle contournée au vol abaissé, becquée et membrée d'or empiétant un foudre de même accompagné en chef de sept étoiles d'or aussi rangées en forme de la constellation de la Grande Ourse (de Bernadotte)). |
|       | Bertil de Suède (1912 - † 1997), prince de Suède, (prince héritier présomptif de Suède de 1973 à 1979), duc de Halland, troisième fils du roi Gustave VI Adolphe de Suède et de la princesse Margaret de Grande-Bretagne (Margaret de Connaught). 1912, Écartelé : à la croix pattée d'or, qui est la Croix de Saint-Eric, cantonnée en 1 et 4, d'azur à trois couronnes d'or posées 2 et 1 (qui est de Suède moderne), en 2, d'azur, à trois barres ondées d'argent, au lion couronné d'or armé et lampassé de gueules, brochant sur le tout (qui est de Suède ancien), en 3, d'azur, au lion d'argent, armé et lampassé de gueules (Halland), sur-le-tout de Vasa (tiercé en bande d'azur, d'argent et de gueules à la gerbe d'or brochant) et de Pontecorvo (d'azur, au pont à trois arches d'argent, sur une rivière de même, ombrée d'azur, et supportant deux tours du second ; le tout surmonté d'une aigle contournée au vol abaissé, becquée et membrée d'or empiétant un foudre de même accompagné en chef de sept étoiles d'or aussi rangées en forme de la constellation de la Grande Ourse (de Bernadotte)). |
|       | Lilian de Suède (1915 - † 2013), princesse de Suède, duchesse de Halland, épouse le 7 décembre 1976 le prince Bertil de Suède. Écartelé : à la croix pattée d'or, qui est la Croix de Saint-Eric, cantonnée en 1 et 4, d'azur à trois couronnes d'or posées 2 et 1 (qui est de Suède moderne), en 2 et 3, d'azur, à trois barres ondées d'argent, au lion couronné d'or armé et lampassé de gueules, brochant sur le tout (qui est de Suède ancien), en pointe, d'azur, au lion d'argent, armé et lampassé de gueules (Halland), sur-le-tout d'or, à une tige, surmontée d'une fleur de lys, et se prolongeant à dextre ainsi qu'à sénestre par un rinceau recourbé vers le pied, chacun cernant une fleur de lys, le tout d'azur. |
|       | Margaretha de Suède (1934), princesse de Suède, fille de Gustave-Adolphe de Suède et Sibylle de Saxe-Cobourg et Gotha, elle est la sœur aînée de Carl XVI Gustaf, actuel roi de Suède. 1952, écartelé : à la croix pattée d'or, qui est la Croix de Saint-Eric, cantonnée en 1 et 4, d'azur à trois couronnes d'or posées 2 et 1 (qui est de Suède moderne), en 2 et 3, d'azur, à trois barres ondées d'argent, au lion couronné d'or armé et lampassé de gueules, brochant sur le tout (qui est de Suède ancien), sur-le-tout parti de Vasa (tiercé en bande d'azur, d'argent et de gueules à la gerbe d'or brochant) et de Pontecorvo (d'azur, au pont à trois arches d'argent, sur une rivière de même, ombrée d'azur, et supportant deux tours du second ; le tout surmonté d'une aigle contournée au vol abaissé, becquée et membrée d'or empiétant un foudre de même accompagné en chef de sept étoiles d'or aussi rangées en forme de la constellation de la Grande Ourse (de Bernadotte)). |
|       | Birgitte de Suède (1943), princesse de Suède, fille de Gustave-Adolphe de Suède et Sibylle de Saxe-Cobourg et Gotha, elle est la sœur de Carl XVI Gustaf, actuel roi de Suède. 1952, écartelé : à la croix pattée d'or, qui est la Croix de Saint-Eric, cantonnée en 1 et 4, d'azur à trois couronnes d'or posées 2 et 1 (qui est de Suède moderne), en 2 et 3, d'azur, à trois barres ondées d'argent, au lion couronné d'or armé et lampassé de gueules, brochant sur le tout (qui est de Suède ancien), sur-le-tout parti de Vasa (tiercé en bande d'azur, d'argent et de gueules à la gerbe d'or brochant) et de Pontecorvo (d'azur, au pont à trois arches d'argent, sur une rivière de même, ombrée d'azur, et supportant deux tours du second ; le tout surmonté d'une aigle contournée au vol abaissé, becquée et membrée d'or empiétant un foudre de même accompagné en chef de sept étoiles d'or aussi rangées en forme de la constellation de la Grande Ourse (de Bernadotte)). 1960, accolé de Hohenzollern et de Suède : Ecartelé en 1 et 4 d'argent, en 2 et 3 de sable et écartelé : à la croix pattée d'or, qui est la Croix de Saint-Eric, cantonnée en 1 et 4, d'azur à trois couronnes d'or posées 2 et 1 (qui est de Suède moderne), en 2 et 3, d'azur, à trois barres ondées d'argent, au lion couronné d'or armé et lampassé de gueules, brochant sur le tout (qui est de Suède ancien), sur-le-tout parti de Vasa (tiercé en bande d'azur, d'argent et de gueules à la gerbe d'or brochant) et de Pontecorvo (d'azur, au pont à trois arches d'argent, sur une rivière de même, ombrée d'azur, et supportant deux tours du second ; le tout surmonté d'une aigle contournée au vol abaissé, becquée et membrée d'or empiétant un foudre de même accompagné en chef de sept étoiles d'or aussi rangées en forme de la constellation de la Grande Ourse (de Bernadotte)). |
|       | Désirée de Suède (1938), princesse de Suède, seconde fille de Gustave-Adolphe de Suède et Sibylle de Saxe-Cobourg et Gotha, elle est la sœur de Carl XVI Gustaf, actuel roi de Suède. 1952, écartelé : à la croix pattée d'or, qui est la Croix de Saint-Eric, cantonnée en 1 et 4, d'azur à trois couronnes d'or posées 2 et 1 (qui est de Suède moderne), en 2 et 3, d'azur, à trois barres ondées d'argent, au lion couronné d'or armé et lampassé de gueules, brochant sur le tout (qui est de Suède ancien), sur-le-tout parti de Vasa (tiercé en bande d'azur, d'argent et de gueules à la gerbe d'or brochant) et de Pontecorvo (d'azur, au pont à trois arches d'argent, sur une rivière de même, ombrée d'azur, et supportant deux tours du second ; le tout surmonté d'une aigle contournée au vol abaissé, becquée et membrée d'or empiétant un foudre de même accompagné en chef de sept étoiles d'or aussi rangées en forme de la constellation de la Grande Ourse (de Bernadotte)). |
|       | Christina de Suède (1943), princesse de Suède, fille de Gustave-Adolphe de Suède et Sibylle de Saxe-Cobourg et Gotha, elle est la sœur de Carl XVI Gustaf, actuel roi de Suède. 1952, écartelé: à la croix pattée d'or, qui est la Croix de Saint-Eric, cantonnée en 1 et 4, d'azur à trois couronnes d'or posées 2 et 1 (qui est de Suède moderne), en 2 et 3, d'azur, à trois barres ondées d'argent, au lion couronné d'or armé et lampassé de gueules, brochant sur le tout (qui est de Suède ancien), sur-le-tout parti de Vasa (tiercé en bande d'azur, d'argent et de gueules à la gerbe d'or brochant) et de Pontecorvo (d'azur, au pont à trois arches d'argent, sur une rivière de même, ombrée d'azur, et supportant deux tours du second ; le tout surmonté d'une aigle contournée au vol abaissé, becquée et membrée d'or empiétant un foudre de même accompagné en chef de sept étoiles d'or aussi rangées en forme de la constellation de la Grande Ourse (de Bernadotte)). |

#### Armoiries des princes et princesse de Suède depuis 1977
| Image | Blasonnement |
| ----- | --- |
|       | Victoria de Suède (1977), princesse de Suède, princesse héritière de Suède depuis le 1er janvier 1980, duchesse de Västergötland, 1re fille du roi Carl XVI Gustaf et de la reine Silvia. À la naissance de son frère cadet Carl Philip celui-ci devient prince héritier. Mais la suppression de la loi salique quelques mois plus tard la fait devenir princesse héritière, Carl Philip étant relégué à la deuxième place dans l'ordre de succession. Écartelé : à la croix pattée d'or, qui est la Croix de Saint-Eric, cantonnée en 1 et 4, d'azur à trois couronnes d'or posées 2 et 1 (qui est de Suède moderne), en 2 d'azur, à trois barres ondées d'argent, au lion couronné d'or armé et lampassé de gueules, brochant sur le tout (qui est de Suède ancien), en 3, taillé de sable et d'or, au lion de l'un-en-l'autre, armé et lampassé de gueules, accompagné de deux étoiles (6) d'argent sur le sable (Västergötland), sur-le-tout de Vasa (tiercé en bande d'azur, d'argent et de gueules à la gerbe d'or brochant) et de Pontecorvo (d'azur, au pont à trois arches d'argent, sur une rivière de même, ombrée d'azur, et supportant deux tours du second ; le tout surmonté d'une aigle contournée au vol abaissé, becquée et membrée d'or empiétant un foudre de même accompagné en chef de sept étoiles d'or aussi rangées en forme de la constellation de la Grande Ourse (de Bernadotte)). |
|       | Daniel Westling (1973), prince de Suède, duc de Västergötland, époux de la princesse héritière Victoria le 19 juin 2010. Écartelé : à la croix pattée d'or, qui est la Croix de Saint-Eric, cantonnée en 1 et 4, d'azur à trois couronnes d'or posées 2 et 1 (qui est de Suède moderne), en 2 d'azur, à trois barres ondées d'argent, au lion couronné d'or armé et lampassé de gueules, brochant sur le tout (qui est de Suède ancien), en 3, taillé de sable et d'or, au lion de l'un-en-l'autre, armé et lampassé de gueules, accompagné de deux étoiles (6) d'argent sur le sable (Västergötland), sur-le-tout, taillé en branche de sapin: au 1er d'or, au 2e d'azur au marteau d'or penché en barre. |
|       | Estelle de Suède (2012), princesse de Suède, duchesse d'Östergötland, fille de la princesse Victoria et du prince Daniel. Écartelé : à la croix pattée d'or, qui est la Croix de Saint-Eric, cantonnée en 1 et 4, d'azur à trois couronnes d'or posées 2 et 1 (qui est de Suède moderne), en 2, d'azur, à trois barres ondées d'argent, au lion couronné d'or armé et lampassé de gueules, brochant sur le tout (qui est de Suède ancien), en 3, de gueules, au griffon d'or, becqué, langué et armé d'azur, accompagné de quatre roses d'argent (Östergötland), sur-le-tout de Vasa (tiercé en bande d'azur, d'argent et de gueules à la gerbe d'or brochant) et de Pontecorvo (d'azur, au pont à trois arches d'argent, sur une rivière de même, ombrée d'azur, et supportant deux tours du second ; le tout surmonté d'une aigle contournée au vol abaissé, becquée et membrée d'or empiétant un foudre de même accompagné en chef de sept étoiles d'or aussi rangées en forme de la constellation de la Grande Ourse (de Bernadotte)). |
|       | Oscar de Suède (2016), prince de Suède, duc de Scanie, fils de la princesse Victoria et du prince Daniel. Écartelé : à la croix pattée d'or, qui est la Croix de Saint-Eric, cantonnée en 1 et 4, d'azur à trois couronnes d'or posées 2 et 1 (qui est de Suède moderne), en 2, d'azur, à trois barres ondées d'argent, au lion couronné d'or armé et lampassé de gueules, brochant sur le tout (qui est de Suède ancien), en 3, d'or à la tête arrachée de griffon de gueules couronné, becqué et langué d'azur (Scanie), sur-le-tout de Vasa (tiercé en bande d'azur, d'argent et de gueules à la gerbe d'or brochant) et de Pontecorvo (d'azur, au pont à trois arches d'argent, sur une rivière de même, ombrée d'azur, et supportant deux tours du second ; le tout surmonté d'une aigle contournée au vol abaissé, becquée et membrée d'or empiétant un foudre de même accompagné en chef de sept étoiles d'or aussi rangées en forme de la constellation de la Grande Ourse (de Bernadotte)). |
|       | Carl Philip de Suède (1979), prince de Suède, prince héritier de Suède du 13 mai à 31 décembre 1979, duc de Värmland, fils du roi Carl XVI Gustaf et de la reine Silvia. Écartelé : à la croix pattée d'or, qui est la Croix de Saint-Eric, cantonnée en 1 et 4, d'azur à trois couronnes d'or posées 2 et 1 (qui est de Suède moderne), en 2, d'azur, à trois barres ondées d'argent, au lion couronné d'or armé et lampassé de gueules, brochant sur le tout (qui est de Suède ancien), en 3, d'argent, à l'aigle d'azur, becqué, langué et membré de gueules (Värmland), sur-le-tout de Vasa (tiercé en bande d'azur, d'argent et de gueules à la gerbe d'or brochant) et de Pontecorvo (d'azur, au pont à trois arches d'argent, sur une rivière de même, ombrée d'azur, et supportant deux tours du second ; le tout surmonté d'une aigle contournée au vol abaissé, becquée et membrée d'or empiétant un foudre de même accompagné en chef de sept étoiles d'or aussi rangées en forme de la constellation de la Grande Ourse (de Bernadotte)). |
|       | Sofia Hellqvist (1984), princesse de Suède, duchesse de Värmland, épouse le prince Carl Philip le 13 juin 2015. Écartelé : à la croix pattée d'or, qui est la Croix de Saint-Eric, cantonnée en 1 et 4, d'azur à trois couronnes d'or posées 2 et 1 (qui est de Suède moderne), en 2, d'azur, à trois barres ondées d'argent, au lion couronné d'or armé et lampassé de gueules, brochant sur le tout (qui est de Suède ancien), en 3, d'argent, à l'aigle d'azur, becqué, langué et membré de gueules (Värmland), sur-le-tout d'argent au mont à trois coupeaux de gueules au chef ondé d'azur. |
|       | Alexandre de Suède (2016), prince de Suède, duc de Södermanland, fils du prince Carl Philip et de la princesse Sofia. Écartelé : à la croix pattée d'or, qui est la Croix de Saint-Eric, cantonnée en 1 et 4, d'azur à trois couronnes d'or posées 2 et 1 (qui est de Suède moderne), en 2, d'azur, à trois barres ondées d'argent, au lion couronné d'or armé et lampassé de gueules, brochant sur le tout (qui est de Suède ancien), en 3, d'or à un griffon de sable, armé et lampassé de gueules (Södermanland), sur-le-tout de Vasa (tiercé en bande d'azur, d'argent et de gueules à la gerbe d'or brochant) et de Pontecorvo (d'azur, au pont à trois arches d'argent, sur une rivière de même, ombrée d'azur, et supportant deux tours du second ; le tout surmonté d'une aigle contournée au vol abaissé, becquée et membrée d'or empiétant un foudre de même accompagné en chef de sept étoiles d'or aussi rangées en forme de la constellation de la Grande Ourse (de Bernadotte)). |
|       | Gabriel de Suède (2017), prince de Suède, duc de Dalécarlie, fils du prince Carl Philip et de la princesse Sofia. « Écartelé : à la croix pattée d'or, qui est la Croix de Saint-Eric, cantonnée en 1 et 4, d'azur à trois couronnes d'or posées 2 et 1 (qui est de Suède moderne), en 2, d'azur, à trois barres ondées d'argent, au lion couronné d'or armé et lampassé de gueules, brochant sur le tout (qui est de Suède ancien), en 3, d'azur à deux flèches d'or à la pointe d'argent passées en sautoir surmontées d'une couronne d'or (Dalécarlie), sur-le-tout de Vasa (tiercé en bande d'azur, d'argent et de gueules à la gerbe d'or brochant) et de Pontecorvo (d'azur, au pont à trois arches d'argent, sur une rivière de même, ombrée d'azur, et supportant deux tours du second ; le tout surmonté d'une aigle contournée au vol abaissé, becquée et membrée d'or empiétant un foudre de même accompagné en chef de sept étoiles d'or aussi rangées en forme de la constellation de la Grande Ourse (de Bernadotte)). |
|       | Julian de Suède (2021), prince de Suède, duc de Halland, fils du prince Carl Philip et de la princesse Sofia. « Écartelé : à la croix pattée d'or, qui est la Croix de Saint-Eric, cantonnée en 1 et 4, d'azur à trois couronnes d'or posées 2 et 1 (qui est de Suède moderne), en 2, d'azur, à trois barres ondées d'argent, au lion couronné d'or armé et lampassé de gueules, brochant sur le tout (qui est de Suède ancien), en 3,... (Halland), sur-le-tout de Vasa (tiercé en bande d'azur, d'argent et de gueules à la gerbe d'or brochant) et de Pontecorvo (d'azur, au pont à trois arches d'argent, sur une rivière de même, ombrée d'azur, et supportant deux tours du second ; le tout surmonté d'une aigle contournée au vol abaissé, becquée et membrée d'or empiétant un foudre de même accompagné en chef de sept étoiles d'or aussi rangées en forme de la constellation de la Grande Ourse (de Bernadotte)). |
|       | Ines de Suède (2025), princesse de Suède, duchesse de Västerbotten, fils du prince Carl Philip et de la princesse Sofia. « Écartelé : à la croix pattée d'or, qui est la Croix de Saint-Eric, cantonnée en 1 et 4, d'azur à trois couronnes d'or posées 2 et 1 (qui est de Suède moderne), en 2, d'azur, à trois barres ondées d'argent, au lion couronné d'or armé et lampassé de gueules, brochant sur le tout (qui est de Suède ancien), en 3,... (Västerbotten), sur-le-tout de Vasa (tiercé en bande d'azur, d'argent et de gueules à la gerbe d'or brochant) et de Pontecorvo (d'azur, au pont à trois arches d'argent, sur une rivière de même, ombrée d'azur, et supportant deux tours du second ; le tout surmonté d'une aigle contournée au vol abaissé, becquée et membrée d'or empiétant un foudre de même accompagné en chef de sept étoiles d'or aussi rangées en forme de la constellation de la Grande Ourse (de Bernadotte)). |
|       | Madeleine de Suède (1982), princesse de Suède, duchesse de Hälsingland et de Gästrikland, seconde fille du roi Carl XVI Gustaf et de la reine Silvia. Écartelé : à la croix pattée d'or, qui est la Croix de Saint-Eric, cantonnée en 1 et 4, d'azur à trois couronnes d'or posées 2 et 1 (qui est de Suède moderne), en 2, d'azur, à trois barres ondées d'argent, au lion couronné d'or armé et lampassé de gueules, brochant sur le tout (qui est de Suède ancien), en 3, parti qui est de sable, au bouc saillant d'or, accorné et onglé de gueules et d'argent, à l'élan de gueules, accorné et onglé d'or, accompagné de besants d'azur (Hälsingland), sur-le-tout de Vasa (tiercé en bande d'azur, d'argent et de gueules à la gerbe d'or brochant) et de Pontecorvo (d'azur, au pont à trois arches d'argent, sur une rivière de même, ombrée d'azur, et supportant deux tours du second ; le tout surmonté d'une aigle contournée au vol abaissé, becquée et membrée d'or empiétant un foudre de même accompagné en chef de sept étoiles d'or aussi rangées en forme de la constellation de la Grande Ourse (de Bernadotte)). |
|       | Leonore de Suède (2014), princesse de Suède, duchesse de Gotland, fille de la princesse Madeleine de Suède et de monsieur Christopher O'Neill. Écartelé : à la croix pattée d'or, qui est la Croix de Saint-Eric, cantonnée en 1 et 4, d'azur à trois couronnes d'or posées 2 et 1 (qui est de Suède moderne), en 2, d'azur, à trois barres ondées d'argent, au lion couronné d'or armé et lampassé de gueules, brochant sur le tout (qui est de Suède ancien), en 3, d'azur, au bélier d'argent, accorné et onglé d'or, brochant sur une bannière de gueules, emmanchée, croisée, frangée et penonnée d'or (Gotland), sur-le-tout de Vasa (tiercé en bande d'azur, d'argent et de gueules à la gerbe d'or brochant) et de Pontecorvo (d'azur, au pont à trois arches d'argent, sur une rivière de même, ombrée d'azur, et supportant deux tours du second ; le tout surmonté d'une aigle contournée au vol abaissé, becquée et membrée d'or empiétant un foudre de même accompagné en chef de sept étoiles d'or aussi rangées en forme de la constellation de la Grande Ourse (de Bernadotte)). |
|       | Nicolas de Suède (2015), prince de Suède, duc d'Ångermanland, fils de la princesse Madeleine de Suède et de monsieur Christopher O'Neill. Écartelé : à la croix pattée d'or, qui est la Croix de Saint-Eric, cantonnée en 1 et 4, d'azur à trois couronnes d'or posées 2 et 1 (qui est de Suède moderne), en 2, d'azur, à trois barres ondées d'argent, au lion couronné d'or armé et lampassé de gueules, brochant sur le tout (qui est de Suède ancien), en 3, d'azur, a trois saumons d'argent orés et mitraillés de gueules nageant l'un sur l'autre, le second étant contourné (Ångermanland), sur-le-tout de Vasa (tiercé en bande d'azur, d'argent et de gueules à la gerbe d'or brochant) et de Pontecorvo (d'azur, au pont à trois arches d'argent, sur une rivière de même, ombrée d'azur, et supportant deux tours du second ; le tout surmonté d'une aigle contournée au vol abaissé, becquée et membrée d'or empiétant un foudre de même accompagné en chef de sept étoiles d'or aussi rangées en forme de la constellation de la Grande Ourse (de Bernadotte)). |
|       | Adrienne de Suède (2018), princesse de Suède, duchesse de Blekinge, fille de la princesse Madeleine de Suède et de monsieur Christopher O'Neill. Écartelé : à la croix pattée d'or, qui est la Croix de Saint-Eric, cantonnée en 1 et 4, d'azur à trois couronnes d'or posées 2 et 1 (qui est de Suède moderne), en 2, d'azur, à trois barres ondées d'argent, au lion couronné d'or armé et lampassé de gueules, brochant sur le tout (qui est de Suède ancien), en 3, d'azur, au Chêne d'or, aux trois couronnes de même brochant (Blekinge), sur-le-tout de Vasa (tiercé en bande d'azur, d'argent et de gueules à la gerbe d'or brochant) et de Pontecorvo (d'azur, au pont à trois arches d'argent, sur une rivière de même, ombrée d'azur, et supportant deux tours du second ; le tout surmonté d'une aigle contournée au vol abaissé, becquée et membrée d'or empiétant un foudre de même accompagné en chef de sept étoiles d'or aussi rangées en forme de la constellation de la Grande Ourse (de Bernadotte)). |

#### Résidences

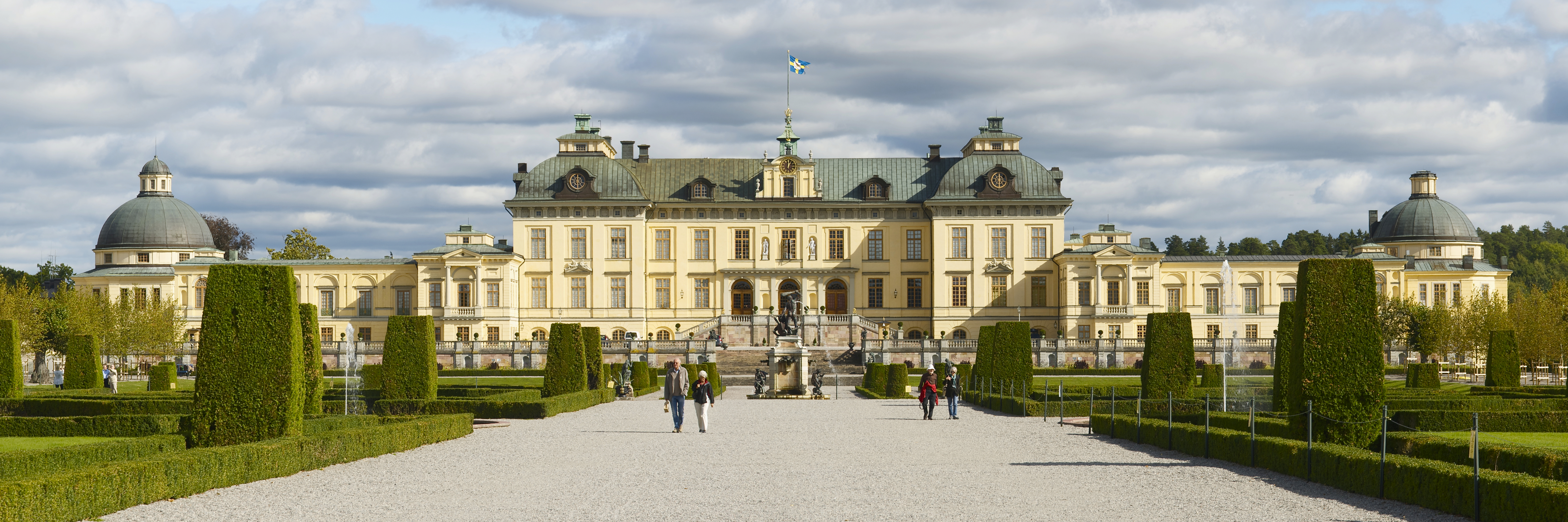
Château de Drottningholm
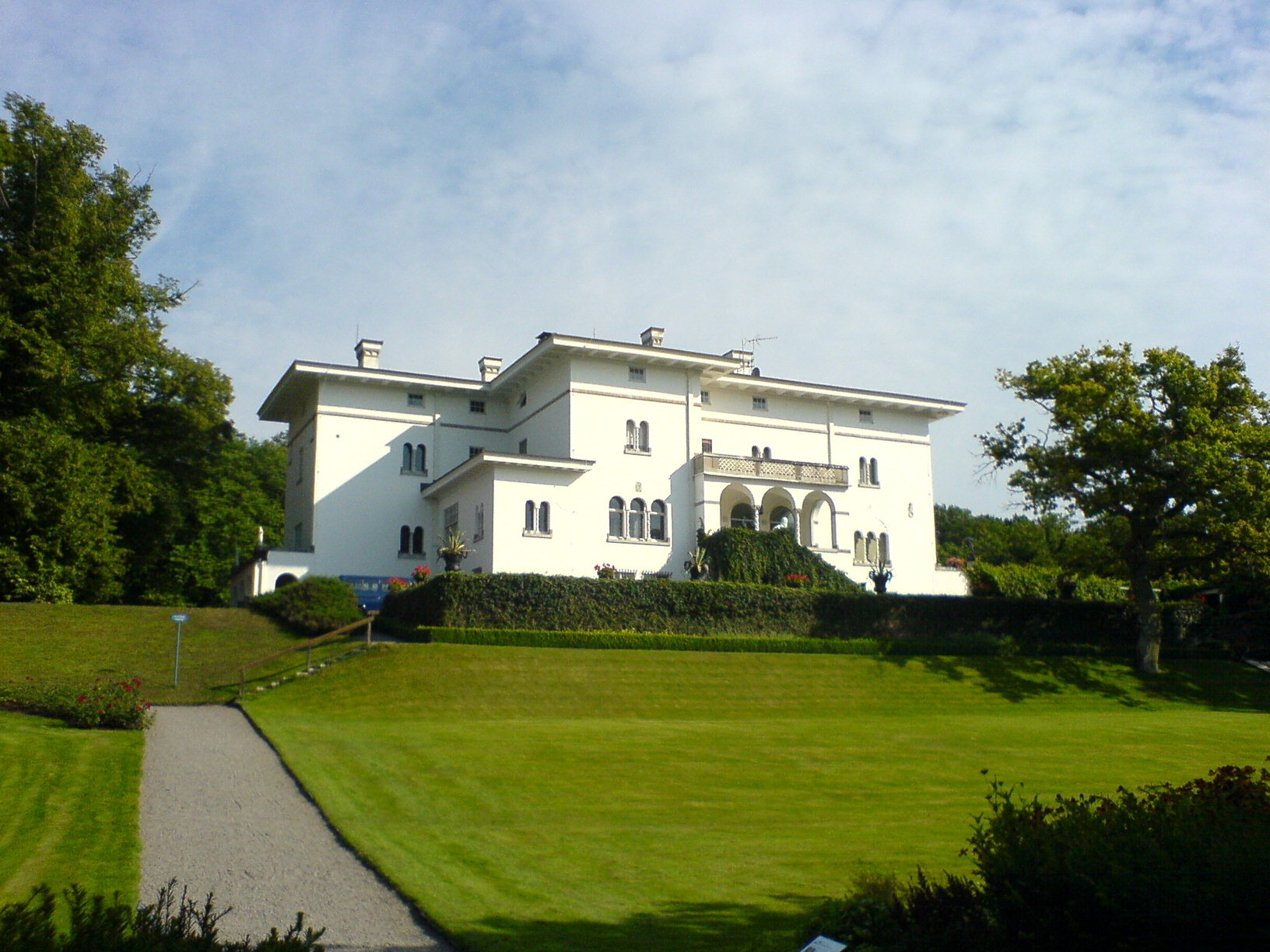
Villa Solliden

## Alliances notables
La maison Bernadotte s'est alliée aux : de Saint-Jean (1754), Clary (1798), de Beauharnais-Leuchtenberg (1823), de Navailles-Labatut (1841), d'Orange (1850), de Nassau-Weilburg (1857), de Saxe-Altenburg (1864), de Schleswig-Holstein-Sonderbourg (1869 et 1897), Munck (1880), de Bade (1881), de Barruel (1882), Romanov, de Battenberg, de Belgique, de Hohenzollern-Sigmaringen, de Boisjuzan, Schablikine (1892), de Lostau (1895), de Saxe-Cobourg-Gotha (1905), etc.

## Pour approfondir